# Сады и парки Санкт-Петербурга
Сады и парки Санкт-Петербурга составляют часть зелёных насаждений города.
Зелёные насаждения Санкт-Петербурга и пригородов вместе с водной поверхностью занимают около 40 % городской территории (по данным 2002 года). К 2000 году на 1 жителя города приходилось около 65 м² насаждений. Общая площадь зелёных насаждений превышает 31 тысячу га, в их числе 68 парков, 166 садов, 730 скверов, 232 бульвара, 750 озеленённых улиц.
Парки города расположены в различных ландшафтных условиях: на нижней и верхней террасах побережья Финского залива (парки Стрельны, Петергофа и Ломоносова), моренной равнине (парки города Пушкина), камовых холмах (Шуваловский парк, Осиновая Роща). Основу ряда парков составляют естественные леса, до сих пор сохранившие свой породный состав (Сосновка, Удельный парк). Многие парки созданные в послевоенные годы, разбиты на территории, где древесная растительность фактически отсутствовала (Московский парк Победы, Приморский парк Победы).

## Сады и парки Санкт-Петербурга
Ниже находится таблица садов и парков Санкт-Петербурга.

### Адмиралтейский район
| Номер | Название                                                                | Адрес | Площадь, га | Статус                                               | Изображение |
| ----- | ----------------------------------------------------------------------- | --- | ----------- | ---------------------------------------------------- | ----------- |
| 1     | Адмиралтейский сад                                                      | на северной стороне Адмиралтейской набережной | 0,91        |                                                      |             |
| 2     | Александровский сад                                                     | между Адмиралтейским проспектом, Дворцовой площадью, Адмиралтейским проездом, Адмиралтейской набережной, Сенатской площадью и Исаакиевской площадью | 9,03        | Объект культурного наследия № 7810006001,            |             |
| 3     | Сад Александровской больницы для рабочего населения                     | набережная реки Фонтанки, 132 | 0,03        | Объект культурного наследия № 7802389014,            |             |
| 4     | Алексеевский сад (сад дворца Великого князя Алексея Александровича)     | между улицей Писарева и домом № 2б по Английскому проспекту                                                                                         | 1,12        | Объект культурного наследия № 7810059005,            |             |
| 5     | Багратионовский сквер                                                   | между домами 88 и 90 по улице Марата и домом 93А по набережной Обводного канала                                                                     | 2,52        |                                                      |             |
| 6     | Балтийский сад                                                          | площадь Балтийского вокзала | 0,39        | памятник архитектуры (вновь выявленный объект) [ 5 ] |             |
| 7     | Сад Большой хоральной синагоги                                          | Лермонтовский проспект, 2 |             |                                                      |             |
| 8     | Сад Валентина Пикуля                                                    | Измайловский проспект, у дома 14 | 0,29        |                                                      |             |
| 9     | Сквер Василия Косякова                                                  | Старо-Петергофский проспект, 27, Набережная Обводного канала, 144                                                                                   | 0,69        |                                                      |             |
| 10    | Введенский сад                                                          | Витебская площадь | 0,57        |                                                      |             |
| 10    | Винокурцевский сквер                                                    | между Винокурцевским проездом и домами 1 и 3 по Подъездному переулку                                                                                | 0,04        |                                                      |             |
| 11    | Воскресенский сквер                                                     | площадь Кулибина | 0,71        |                                                      |             |
| 12    | Сад дворца Бобринских                                                   | набережная Адмиралтейского канала, 33, набережная Ново-Адмиралтейского канала, 6                                                                    |             | Объект культурного наследия № 7810022006,            |             |
| 13    | Сад дворца Великого князя Николая Николаевича (Ксенинский институт)     | Конногвардейский бульвар, 21 |             | Объект культурного наследия № 7810114000,            |             |
| 14    | Сад дворца Юсуповых                                                     | улица Декабристов, 21 | 0,89        | Объект культурного наследия № 7810052005,            |             |
| 15    | Сад Демидовского дома призрения трудящихся                              | набережная реки Мойки, 108 |             | Объект культурного наследия № 7810058003,            |             |
| 16    | Дерптский сквер                                                         | угол Рижского проспекта и Дерптского переулка | 0,17        |                                                      |             |
| 17    | Сад у дома, где находился Благородный пансион                           | набережная реки Фонтанки, 164 | 0,13        |                                                      |             |
| 18    | Сад дома Вольного экономического общества                               | Московский проспект, 33, 4-я Красноармейская улица, 1                                                                                               |             | Объект культурного наследия № 7810081002,            |             |
| 19    | Сад дома М. В. Воронцовой (дворца Великой княгини Ксении Александровны) | набережная реки Мойки, 106 |             | Объект культурного наследия № 7810057005,            |             |
| 20    | Сад дома купца Пелевина (Якимова)                                       | Старо-Петергофский проспект, 3-5, набережная Фонтанки, 158                                                                                          | 0,1         |                                                      |             |
| 21    | Сквер у «Дома текстилей»                                                | Московский проспект, 79 | 1,06        |                                                      |             |
| 22    | Дровяной сквер                                                          | угол Рижского проспекта и Дровяной улицы | 0,07        |                                                      |             |
| 23    | Сквер у здания пожарного депо                                           | Загородный проспект, 56 |             |                                                      |             |
| 24    | Парк Екатерингоф                                                        | Лифляндская улица | 33,86       | Объект культурного наследия № 7800812000,            |             |
| 25    | Сквер Елены Образцовой                                                  | улица Писарева, у пересечения с улицей Декабристов                                                                                                  |             |                                                      |             |
| 26    | Сад Елизаветинской клинической больницы для малолетних детей            | набережная реки Фонтанки, 152, Рижский проспект, 21                                                                                                 |             | Объект культурного наследия № 7802393012,            |             |
| 27    | Сквер на Загородном проспекте                                           | Загородный проспект, между домами 58 и 60 | 0,17        |                                                      |             |
| 28    | Измайловский сад                                                        | набережная реки Фонтанки, 114-116а | 0,58        |                                                      |             |
| 29    | Исаакиевский сквер                                                      | Исаакиевская площадь | 0,77        | Объект культурного наследия № 7810033002,            |             |
| 30    | Исидоровский сквер                                                      | проспект Римского-Корсакова, 24 (у Исидоровской церкви)                                                                                             |             |                                                      |             |
| 31    | Калинкинский (Коломенский) сквер                                        | площадь Репина | 0,37        | памятник архитектуры (вновь выявленный объект) [ 5 ] |             |
| 32    | Сквер у кинотеатра «Москва»                                             | Старо-Петергофский проспект, 6 | 0,16        |                                                      |             |
| 33    | Сквер на Курляндской улице                                              | Курляндская улица, между домами 4 и 6-8 | 0,07        |                                                      |             |
| 34    | Сквер на улице Лабутина                                                 | угол Лермонтовского проспекта и улицы Лабутина | 0,12        |                                                      |             |
| 35    | Сквер на месте Латышской церкви                                         | между Загородным проспектом, 64 и Верейской улицей, 3                                                                                               | 0,13        |                                                      |             |
| 36    | Лермонтовский сквер                                                     | Лермонтовский проспект, 54 | 0,37        | Объект культурного наследия № 7810048003,            |             |
| 37    | Сквер Лидии Клемент                                                     | между Клинским проспектом, Подольской улицей и Верейской улицей                                                                                     | 0,32        |                                                      |             |
| 38    | Сквер Мариуса Петипа                                                    | улица Декабристов, 29 |             |                                                      |             |
| 39    | Сад Мариинского дворца                                                  | Исаакиевская площадь, 6, переулок Антоненко, 1, Вознесенский проспект, 14                                                                           |             | Объект культурного наследия № 7810036002,            |             |
| 40    | Сад Маршала Говорова                                                    | угол набережной реки Фонтанки и Московского проспекта                                                                                               | 0,88        |                                                      |             |
| 41    | Сквер на Московском проспекте                                           | на пересечении Московского проспекта с улицей Красуцкого                                                                                            | 0,04        |                                                      |             |
| 42    | Никольский сад (сквер)                                                  | Никольская площадь | 2,00        | Объект культурного наследия № 7810086006,            |             |
| 43    | Сад Никольского собора                                                  | Никольская площадь, южнее и восточнее собора |             | Объект культурного наследия № 7810086005,            |             |
| 44    | Обуховский сквер                                                        | Обуховская площадь | 0,28        |                                                      |             |
| 45    | Сквер Обуховской больницы                                               | Загородный проспект, 47 (по набережной Фонтанки) |             | Объект культурного наследия № 7830321003,            |             |
| 46    | Сад «Олимпия»                                                           | между Московским проспектом, Клинским проспектом, Батайским переулком и Малодетскосельским проспектом                                               | 2,4         |                                                      |             |
| 47    | Сад особняка полковника Ф. Г. Козлянинова                               | улица Писарева, 12 |             | Объект культурного наследия № 7802452006,            |             |
| 48    | Сквер у Палаты мер и весов                                              | Московский проспект, 19 | 0,24        |                                                      |             |
| 49    | Покровский сквер                                                        | площадь Тургенева | 1,55        | памятник архитектуры (вновь выявленный объект) [ 5 ] |             |
| 50    | Польский сад усадьбы Г. Р. Державина                                    | набережная реки Фонтанки, 118 / Державинский переулок                                                                                               | 2,23        | Объект культурного наследия № 7810120003,            |             |
| 51    | Рахманиновский сквер                                                    | между гостиницей «Азимут» (Лермонтовский проспект, 43) и набережной реки Фонтанки                                                                   | 0,95        |                                                      |             |
| 52    | Сад на Рижском проспекте                                                | Рижский проспект, 25 | 0,2         |                                                      |             |
| 53    | Сквер на Садовой улице                                                  | угол Садовой улицы и переулка Бойцова | 0,16        |                                                      |             |
| 54    | Сквер на 7-й Красноармейской улице                                      | угол 7-й Красноармейской улицы и улицы Егорова | 0,15        |                                                      |             |
| 55    | Семёновский сквер                                                       | Семёновская площадь, между домами 90 и 92 по набережной реки Фонтанки                                                                               | 0,13        | памятник архитектуры (вновь выявленный объект) [ 5 ] |             |
| 56    | Сквер в Советском переулке                                              | между Советским переулком, домом 18 по 3-й Красноармейской улице и домом 19 по 4-й Красноармейской улице                                            | 0,15        |                                                      |             |
| 57    | Сквер у станции метро «Фрунзенская»                                     | Московский проспект, 71А |             |                                                      |             |
| 58    | Сад на Старо-Петергофском проспекте                                     | Старо-Петергофский проспект, 12 | 0,19        |                                                      |             |
| 59    | Сквер на Старо-Петергофском проспекте                                   | Старо-Петергофский проспект, 29, Нарвский проспект, 1                                                                                               | 0,06        |                                                      |             |
| 60    | Сквер на Старо-Петергофском проспекте                                   | Старо-Петергофский проспект, 30 корпус 1 | 0,07        |                                                      |             |
| 61    | Сад на Старо-Петергофском проспекте                                     | Старо-Петергофский проспект, 33 | 0,45        |                                                      |             |
| 62    | Сквер на Старо-Петергофском проспекте                                   | Старо-Петергофский проспект, между домами 39А и 41                                                                                                  | 0,15        |                                                      |             |
| 63    | Сквер на Старо-Петергофском проспекте                                   | Старо-Петергофский проспект, между домами 44 и 50                                                                                                   | 0,36        |                                                      |             |
| 64    | Сад Театра юных зрителей                                                | Пионерская площадь | 6,85        |                                                      |             |
| 65    | Сквер на Театральной площади                                            | Театральная площадь, между домами 3 (Консерватория) и 14                                                                                            |             |                                                      |             |
| 66    | Театральный сквер                                                       | Театральная площадь, между улицей Декабристов и улицей Глинки                                                                                       | 0,32        |                                                      |             |
| 67    | Сквер на 13-й Красноармейской улице                                     | 13-я Красноармейская улица, между домами 20 и 22 |             |                                                      |             |
| 68    | Сквер на Технологической площади                                        | Технологическая площадь | 0,03        |                                                      |             |
| 69    | Сад Троице-Измайловского собора                                         | Троицкая площадь |             | Объект культурного наследия № 7810031002,            |             |
| 70    | Сквер на Троицком проспекте                                             | Троицкий проспект, 4 | 0,08        |                                                      |             |
| 71    | Сквер на Троицком проспекте                                             | Троицкий проспект, 4В, угол Якобштадтского переулка                                                                                                 | 0,07        |                                                      |             |
| 72    | Сквер «Три павлина»                                                     | угол Прядильного переулка и улицы Лабутина | 0,07        |                                                      |             |
| 73    | Сад усадьбы Демидовых                                                   | переулок Гривцова, 1 (во дворе) |             | Объект культурного наследия № 7810025004,            |             |
| 74    | Сад усадьбы подполковника Брюна                                         | Московский проспект, 7, в первом дворе |             | Объект культурного наследия № 7802450004,            |             |
| 75    | Сквер в Фонарном переулке                                               | Фонарный переулок, 12, у набережной Мойки | 0,13        |                                                      |             |
| 76    | Сквер Харитонова                                                        | Лермонтовский проспект, 12, у набережной канала Грибоедова                                                                                          | 0,06        |                                                      |             |
| 77    | Сад Экспедиции заготовления государственных бумаг                       | набережная реки Фонтанки, 144 |             | Объект культурного наследия № 7810121008,            |             |
| 78    | Юсуповский сад                                                          | Садовая улица, 50 | 4,39        | Объект культурного наследия № 7810119004,            |             |

### Василеостровский район
| Номер | Название | Адрес                                                                             | Площадь, га | Статус | Изображение |
| ----- | --- | --------------------------------------------------------------------------------- | ----------- | --- | ----------- |
| 1     | Сад Академии Российской                                                                                          | 1-я линия В.О., 52                                                                |             | Объект культурного наследия № 7810125002, |             |
| 2     | Сад Академии художеств (Академический сад)                                                                       | Университетская набережная, 17, 3-я линия В.О., 2, 4-я линия В.О., 1-3            | 1,43        | Объект культурного наследия № 7810186006, |             |
| 3     | Сквер Семёнова-Тян-Шанского                                                                                      | Средний проспект В.О., 87                                                         | 0,93        | |             |
| 4     | Биржевой сквер                                                                                                   | Биржевая площадь                                                                  | 0,98        | Объект культурного наследия № 7810141005, |             |
| 5     | Благовещенский (Детский) сад                                                                                     | Малый проспект, между 7-й и 8-й линиями В.О.                                      | 0,8         | Объект культурного наследия № 7810170002, |             |
| 6     | Сад больницы св. Марии Магдалины                                                                                 | 1-я линия В.О., 58, 2-я линия В.О., 47                                            |             | Объект культурного наследия № 7810126008, |             |
| 7     | Ботанический сад Санкт-Петербургского университета                                                               | Университетская набережная, 7-9, Менделеевская линия, 2                           | 2,6         | Объект культурного наследия № 7810183005, |             |
| 8     | Сквер у здания Всесоюзного алюминиево-магниевого института (ВАМИ)                                                | Средний проспект В.О., 86                                                         | 1,04        | |             |
| 9     | Сад «Василеостровец» / «Василеостровский сад» (по документам КГИОП СПб)                                          | Большого проспекта В.О., Средний проспект В.О., 25-я линия В.О., Клубный переулок | 4,78        | Объект культурного наследия регионального значения Распоряжение КГИОП от 11.08.2016 № 10-399 (возникновения сада, основные перестройки 1891, 1894, 1927, 1940—1950-е ) архитектор Р. Ф. Катцер |             |
| 10    | Сад Веры Слуцкой                                                                                                 | 15-я линия В.О., 52                                                               | 0,56        | |             |
| 11    | Сад Декабристов                                                                                                  | Уральская улица, проспект КИМа                                                    | 5,63        | |             |
| 12    | «Директорский садик» во дворе Горного института                                                                  | набережная Лейтенанта Шмидта, 45, 21-я линия В.О., 2-4                            |             | Объект культурного наследия № 7810166003, |             |
| 13    | Сад дома Г. Э. Боссе                                                                                             | 4-я линия В.О., 15                                                                |             | Объект культурного наследия № 7810128003, |             |
| 14    | Сад дома Первого Кадетского корпуса                                                                              | Кадетская линия В.О., 3 корпус 2                                                  |             | Объект культурного наследия № 7810176002, |             |
| 15    | Сад дома П. П. Форостовского                                                                                     | 4-я линия В.О., 9                                                                 |             | Объект культурного наследия № 7810127004, |             |
| 16    | Сад во дворе дома Яковлевых                                                                                      | Волховский переулок, 1                                                            |             | Объект культурного наследия № 7810152003, |             |
| 17    | Сад Женского Патриотического института                                                                           | 10-я линия В.О., 3, Большой проспект В.О., 30                                     |             | Объект культурного наследия № 7810134007, |             |
| 18    | Сад у здания Двенадцати коллегий                                                                                 | Менделеевская линия, 2                                                            |             | Объект культурного наследия № 7810184000, |             |
| 19    | Сад Императорского клинического повивально-гинекологического института (институт Д. О. Отта) во внутреннем дворе | Менделеевская линия, 3, Биржевой проезд, 1, 2                                     |             | Объект культурного наследия № 7810172007, |             |
| 20    | Сад Императорского клинического повивально-гинекологического института (институт Д. О. Отта) угловой             | Менделеевская линия, 3, Биржевой проезд, 1, 2                                     | 0,79        | Объект культурного наследия № 7810172008, |             |
| 21    | Камский сад | 14-я линия В.О., 99                                                               | 0,88        | |             |
| 22    | Сад во дворе Кунсткамеры                                                                                         | Университетская набережная, 3                                                     |             | |             |
| 23    | Сквер «Малые Гаванцы»                                                                                            | между улицей Нахимова, Галерным проездом и Шкиперским протоком                    | 1,8         | |             |
| 24    | Менделеевский сквер                                                                                              | Площадь Академика Сахарова                                                        | 0,78        | |             |
| 25    | Опочининский сад                                                                                                 | между Наличной улицей и Опочининой улицей                                         | 2,73        | |             |
| 26    | Сквер у памятника Мусе Джалилю                                                                                   | между Гаванской улицей, Средним проспектом и Опочининой улицей                    | 0,39        | |             |
| 27    | Сквер на площади Балтийских Юнг                                                                                  | площадь Балтийских Юнг                                                            | 0,29        | |             |
| 28    | Сад подворья Козельской Свято-Введенской Оптиной пустыни                                                         | 15-я линия В.О., между домами 2 и 4                                               |             | Объект культурного наследия № 7810164008, |             |
| 29    | Сад подворья Козельской Свято-Введенской Оптиной пустыни в первом дворе                                          | 15-я линия В.О., 2, у Братского корпуса                                           |             | Объект культурного наследия № 7810164007, |             |
| 30    | Сквер на Прибалтийской площади                                                                                   | Прибалтийская площадь                                                             |             | |             |
| 31    | Румянцевский (Соловьёвский) сад                                                                                  | Румянцевская площадь                                                              | 1,35        | Объект культурного наследия № 7810187000, |             |
| 32    | Сад во дворе филологического факультета СПбГУ                                                                    | Университетская набережная, 7-9                                                   |             | |             |
| 33    | Шкиперский сад                                                                                                   | Средний проспект В.О., 95                                                         | 2,17        | |             |
| 34    | Сквер у Юридического института                                                                                   | Гаванская улица, 3, угол Большого проспекта В.О.                                  |             | |             |
| 35    | Яблоневый сад | Наличная улица, 55                                                                | 0,64        | |             |
| 36    | парк в устье реки Смоленки                                                                                       | Улица Наличная вдоль реки Смоленки                                                |             | |             |
|       | |                                                                                   |             | |             |

### Выборгский район
| Номер | Название                                                                        | Адрес | Площадь, га | Статус                                               | Изображение |
| ----- | ------------------------------------------------------------------------------- | --- | ----------- | ---------------------------------------------------- | ----------- |
| 1     | Сквер у здания Администрации Выборгского района                                 | Большой Сампсониевский проспект, 86                                                                                               | 0,07        |                                                      |             |
| 2     | Сквер Академика Лихачёва                                                        | 2-й Муринский проспект, между домом 36 и Болотной улицей                                                                          | 2,06        |                                                      |             |
| 3     | Сад Александра Матросова                                                        | между Лесным проспектом, улицей Александра Матросова и Финляндской линией Октябрьской ж/д                                         | 3,33        |                                                      |             |
| 4     | Сквер на улице Александра Матросова                                             | улица Александра Матросова, 12, угол Большого Сампсониевского проспекта                                                           |             |                                                      |             |
| 5     | Берёзовый сад                                                                   | между проспектом Энгельса, Олонецкой улицей, Костромским проспектом и Забайкальской улицей, по обе стороны Ярославского проспекта | 5,53        |                                                      |             |
| 6     | Сквер Блокадников                                                               | на площади Мужества, между Политехнической улицей и проспектом Тореза                                                             | 0,37        |                                                      |             |
| 7     | Сад больницы Ольгинского приюта для детей и женщин В. Б. Перовской              | 2-й Муринский проспект, 12 корпус 3                                                                                               | 1,37        | Объект культурного наследия № 7802322002,            |             |
| 8     | Сквер на Большом Сампсониевском проспекте                                       | Большой Сампсониевский проспект, 72                                                                                               | 0,16        |                                                      |             |
| 9     | Парк у Верхнего Суздальского озера                                              | между Выборгским шоссе, Поклонногорской улицей и Верхним Суздальским озером                                                       | 8,98        |                                                      |             |
| 10    | Сад ВНИИ телевидения                                                            | Политехническая улица, 22 |             |                                                      |             |
| 11    | Сквер у клиники психиатрии Военно-Медицинской академии                          | между улицей Доктора Короткова и домом 17 по Боткинской улице                                                                     |             |                                                      |             |
| 12    | Сад парадного двора Военно-медицинской академии                                 | улица Академика Лебедева, 6 |             | Объект культурного наследия № 7810189002,            |             |
| 13    | Сад с прудом Военно-медицинской академии                                        | Боткинская улица, 8, улица Академика Лебедева, 6 (внутри комплекса)                                                               |             | Объект культурного наследия № 7810189023,            |             |
| 14    | Сад угловой Военно-медицинской академии                                         | улица Академика Лебедева, 6, угол Клинической улицы                                                                               | 0,53        | Объект культурного наследия № 7810189024,            |             |
| 15    | Воронинский сквер                                                               | на углу улицы Капитана Воронина и Большого Сампсониевского проспекта                                                              | 0,51        |                                                      |             |
| 16    | Выборгский сад                                                                  | между Большим Сампсониевским проспектом и улицей Комиссара Смирнова                                                               | 2,56        |                                                      |             |
| 17    | Гренадерский (Крапивный) сад                                                    | между Гренадерской улицей, Крапивным переулком, Выборгской набережной и Большим Сампсониевским проспектом                         | 0,64        |                                                      |             |
| 18    | Парк дачи К. Г. (А. К.) Фаберже                                                 | Осиновая Роща, Песочное шоссе, 14                                                                                                 | 36,90       | Объект культурного наследия № 7810197005,            |             |
| 19    | Сад детской больницы в память Священного коронования Их Императорских Величеств | Большой Сампсониевский проспект, 65, Литовская улица, 2                                                                           |             | Объект культурного наследия № 7802317014,            |             |
| 20    | Сад ЗАГСа Выборгского района                                                    | Институтский проспект, 8, между проспектом Пархоменко и 2-м Муринским проспектом                                                  | 1,82        |                                                      |             |
| 21    | Сад Ивана Фомина                                                                | между проспектом Просвещения, улицей Есенина, Сиреневым бульваром и улицей Ивана Фомина                                           | 7,61        |                                                      |             |
| 22    | Сад казарм лейб-гвардии Московского (Литовского полка)                          | Большой Сампсониевский проспект, 59, 63, Литовская улица, 1                                                                       |             | Объект культурного наследия № 7802316011,            |             |
| 23    | Сад клиники детских инфекций                                                    | между Лесным проспектом и домом 5 по улице Александра Матросова                                                                   |             |                                                      |             |
| 24    | Сад при КБ СМ                                                                   | Лесной проспект, 62 |             |                                                      |             |
| 25    | Кушелевский сквер                                                               | между Политехнической улицей и улицей Карбышева, напротив ж/д станции «Кушелевка»                                                 | 0,56        |                                                      |             |
| 26    | Ланской сад (парк усадьбы Ланских)                                              | в границах от Большого Сампсониевского проспекта, 108 до проспекта Энгельса, 6 и Финляндской линии Октябрьской ж/д                | 3,25        | Объект культурного наследия № 7802324002,            |             |
| 27    | Сквер на Лесном проспекте                                                       | Лесной проспект, 4, улица Комиссара Смирнова, 10                                                                                  | 0,32        |                                                      |             |
| 28    | Парк Лесотехнической академии                                                   | Институтский переулок, 5 | 51,14       | Объект культурного наследия № 7810193017,            |             |
| 29    | Литовский сад                                                                   | между Лесным проспектом, домом 5 по улице Александра Матросова и Финляндской линией Октябрьской ж/д                               | 1,44        |                                                      |             |
| 30    | Сад Михайловской больницы                                                       | улица Академика Лебедева, 6 литера А                                                                                              | 0,29        | Объект культурного наследия № 7810189021,            |             |
| 31    | Сад на территории НИИ фтизиопульмонологии (филиал)                              | Политехническая улица, 32 |             |                                                      |             |
| 32    | Сквер у Нобельского переулка                                                    | Большой Сампсониевский проспект, между домами 25 и 29                                                                             | 0,13        |                                                      |             |
| 33    | Новолитовский сквер                                                             | между Литовской улицей (дома 4 и 6) и Новолитовской улицей                                                                        | 0,31        |                                                      |             |
| 34    | Сад НПО ЦКТИ им. И. И. Ползунова (территория «Лесное»)                          | Политехническая улица, 24 |             |                                                      |             |
| 35    | Сквер у Ольгинского пруда                                                       | улица Жака Дюкло | 10,65       |                                                      |             |
| 36    | Сад Орлово-Новосильцевской Богадельни                                           | проспект Энгельса, 1, 3, 5 | 0,33        | Объект культурного наследия № 7802323005,            |             |
| 37    | Парк «Осиновая Роща» при усадьбе Е. И. Лопухиной (Левашовых, Вяземских)         | квартал 138 Осинорощенского лесничества                                                                                           | 159,70      | Объект культурного наследия № 7810194006,            |             |
| 38    | Сквер у памятника Александру Матросову                                          | на пересечении Большого Сампсониевского проспекта и улицы Александра Матросова                                                    | 0,4         |                                                      |             |
| 39    | Сквер на площади Академика Климова                                              | площадь Академика Климова |             |                                                      |             |
| 40    | Сквер на площади Военных Медиков                                                | площадь Военных Медиков | 0,21        |                                                      |             |
| 41    | Сквер на площади Мужества                                                       | Площадь Мужества |             |                                                      |             |
| 42    | Полюстровский сад                                                               | между Полюстровским проспектом и улицей Харченко                                                                                  | 4,63        |                                                      |             |
| 43    | Сквер на проспекте Просвещения                                                  | Проспект Просвещения, между улицей Кустодиева и улицей Руднева                                                                    | 2,59        |                                                      |             |
| 44    | Сампсониевский сад                                                              | между Гренадерской улицей, Лесным проспектом, Нейшлотским переулком и Большим Сампсониевским проспектом                           | 5,89        |                                                      |             |
| 45    | Сад Сампсониевского собора                                                      | Большой Сампсониевский проспект, 41                                                                                               |             | Объект культурного наследия № 7810200005,            |             |
| 46    | Сквер в Сахарном переулке                                                       | Сахарный переулок, между Астраханской улицей и Саратовской улицей                                                                 |             |                                                      |             |
| 47    | Сквер в Сахарном переулке                                                       | Сахарный переулок, между Саратовской улицей и Большим Сампсониевским проспектом                                                   |             |                                                      |             |
| 48    | Сад «Серебряный пруд»                                                           | между аллеей Академика Лихачёва, Малой Объездной улицей и Институтским проспектом                                                 | 5,25        |                                                      |             |
| 49    | Сквер на улице Смолячкова                                                       | между Ловизским переулком, Большим Сампсониевским проспектом и улицей Смолячкова                                                  | 0,13        |                                                      |             |
| 50    | Парк Сосновка                                                                   | проспект Тореза (нечётная сторона от Светлановского проспекта до улицы Витковского)                                               | 289,63      |                                                      |             |
| 51    | Сквер у станции метро «Удельная» (трамвайное кольцо)                            | между проспектом Энгельса, Елецкой улицей, Костромским проспектом и Енотаевской улицей                                            | 0,79        |                                                      |             |
| 52    | Сад ФТИ им. А. Ф. Иоффе                                                         | Политехническая улица, 26 |             | памятник архитектуры (вновь выявленный объект) [ 5 ] |             |
| 53    | Сад церкви во имя Усекновения Главы Святого Иоанна Предтечи                     | Лесной проспект, 16 |             |                                                      |             |
| 54    | Шуваловский парк (участок 1)                                                    | Парголово, на правом берегу реки Старожиловки                                                                                     | 93,42       |                                                      |             |
| 55    | Шуваловский парк (участок 2)                                                    | Парголово, между Пляжевой улицей, улицей Шишкина и улицей Вологдина                                                               | 27,88       | Объект культурного наследия № 7810196008,            |             |
| 56    | Сад Юннатов                                                                     | между проспектом Энгельса, улицей Сергея Марго, Поклонногорской улицей и Ярославским проспектом                                   | 3,3         |                                                      |             |

### Калининский район
| Номер | Название                                            | Адрес | Площадь, га | Статус                                    | Изображение |
| ----- | --------------------------------------------------- | --- | ----------- | ----------------------------------------- | ----------- |
| 1     | Сквер Агрофизического института                     | Гражданский проспект, 14 | 1,5         |                                           |             |
| 2     | Парк имени Академика Сахарова                       | между Пискарёвским проспектом, проспектом Маршала Блюхера, Замшиной улицей и Бестужевской улицей                                                                       | 26,33       |                                           |             |
| 3     | Сквер Безбородко                                    | между Полюстровским проспектом, Пискарёвским проспектом, улицей Жукова и Феодосийской улицей                                                                           | 4,85        | Объект культурного наследия № 7810226004, |             |
| 4     | Сад Бенуа                                           | между Светлановским проспектом, улицей Веденеева, проспектом Науки и Тихорецким проспектом                                                                             | 12,7        | Объект культурного наследия № 7802339000, |             |
| 5     | Вавиловский сквер                                   | улица Вавиловых, от проспекта Науки до улицы Академика Байкова | 5,71        |                                           |             |
| 6     | Сад на улице Верности                               | южнее улицы Верности между Амурской улицей и Меншиковским проспектом                                                                                                   | 11,47       |                                           |             |
| 7     | Сад на углу улицы Верности и улицы Карпинского      | угол улицы Верности и улицы Карпинского | 6,06        |                                           |             |
| 8     | Сад на углу Гражданского проспекта и улицы Верности | угол Гражданского проспекта и улицы Верности | 6,61        |                                           |             |
| 9     | Сад дачи А. А. Безбородко (Кушелевых-Безбородко)    | Свердловская набережная, 40 |             | Объект культурного наследия № 7810226007, |             |
| 10    | Сад «Прометей»                                      | между улицей Демьяна Бедного, улицей Ольги Форш и проспектом Просвещения                                                                                               | 13,75       |                                           |             |
| 11    | Сад Детской клинической больницы                    | улица Комсомола, между домами 4 и 6, Арсенальная набережная, у дома 3                                                                                                  |             |                                           |             |
| 12    | Сквер у ж/д станции «Кушелевка»                     | между Политехнической улицей и соединительной линией Октябрьской ж/д                                                                                                   | 0,54        |                                           |             |
| 13    | Сквер на улице Комиссара Смирнова                   | улица Комиссара Смирнова, 3, угол улицы Академика Лебедева | 0,13        |                                           |             |
| 14    | Сад на улице Комсомола                              | улица Комсомола, 27, угол улицы Михайлова | 1,19        |                                           |             |
| 15    | Кондратьевский сад                                  | между Кондратьевским проспектом, Полюстровским проспектом и улицей Жукова                                                                                              | 2,44        |                                           |             |
| 16    | Сквер на Лесном проспекте                           | Лесной проспект, между домами 1 и 1А | 0,21        |                                           |             |
| 17    | Любашинский сад                                     | между проспектом Металлистов, Замшиной улицей и Полюстровским проспектом                                                                                               | 2,81        |                                           |             |
| 18    | Сад Михайловской военной артиллерийской академии    | Арсенальная набережная, 15 |             |                                           |             |
| 19    | Сад на Меншиковском проспекте                       | к западу от Меншиковского проспекта, южнее улицы Верности | 8,67        |                                           |             |
| 20    | Муринский парк                                      | между Гражданским проспектом, проспектом Культуры, проспектом Луначарского, проспектом Культуры, Тихорецким проспектом, улицей Академика Байкова и Северным проспектом | 115,33      |                                           |             |
| 21    | Сад между проспектом Науки и улицей Верности        | между проспектом Науки и улицей Верности | 8,11        |                                           |             |
| 22    | Сквер на проспекте Непокорённых                     | проспект Непокорённых, перед домом 74 | 3,28        |                                           |             |
| 23    | Парк Петроградской узловой железнодорожной больницы | проспект Мечникова, 27 |             | Объект культурного наследия № 7802335009, |             |
| 24    | Пионерский парк                                     | между Пискарёвским проспектом, Бестужевской улицей, Замшиной улицей и проспектом Мечникова                                                                             | 10,46       |                                           |             |
| 25    | Пискарёвский лесопарк                               | между проспектом Непокорённых, улицей Бутлерова, улицей Верности и Амурской улицей                                                                                     | 88,7        |                                           |             |
| 26    | Сквер на площади Академика Иоффе                    | площадь Академика Иоффе | 0,24        |                                           |             |
| 27    | Сквер на площади Ленина                             | площадь Ленина | 1,31        |                                           |             |
| 28    | Сад пожарной части № 1                              | Лесной проспект, 17 |             |                                           |             |
| 29    | Сквер у станции метро «Площадь Ленина»              | угол улицы Академика Лебедева и Боткинской улицы | 0,29        |                                           |             |
| 30    | Сквер у станции метро «Политехническая»             | Политехническая улица, между вестибюлем метро и домом 31 | 0,09        |                                           |             |
| 31    | Сквер у спорткомплекса «Политехник»                 | между Политехнической улицей, улицей Фаворского и улицей Хлопина | 1,63        |                                           |             |
| 32    | Парк Политехнического университета                  | между Политехнической улицей, Гжатской улицей и улицей Фаворского | 18,04       | Объект культурного наследия № 7810224012, |             |
| 33    | Сад на углу улицы Руставели и проспекта Науки       | угол улицы Руставели и проспекта Науки | 4,74        |                                           |             |
| 34    | Свердловский сад                                    | угол Свердловской набережной и Арсенальной улицы | 1,12        |                                           |             |
| 35    | Сквер Чингиза Айтматова                             | на углу улиц Руставели и Карпинского | 1,69        |                                           |             |

### Кировский район
| Номер | Название | Адрес | Площадь, га | Статус                                    | Изображение   |
| ----- | --- | --- | ----------- | ----------------------------------------- | ------------- |
| 1     | Парк «Александрино» | между проспектом Стачек, проспектом Народного Ополчения и улицей Козлова. Делится проспектом Ветеранов на две части — северную и южную | 110,3722    | Объект культурного наследия № 7810238002, |               |
| 2     | Сквер на улице Васи Алексеева | улица Васи Алексеева, 16 | 0,63        |                                           |               |
| 3     | Сквер на Виндавской улице | у пересечения Виндавской улицы и Межевого канала                                                                                       | 0,14        |                                           |               |
| 4     | Воронцовский сквер | между проспектом Стачек, Кронштадтской площадью, Дачным проспектом, проспектом Ветеранов и улицей Лёни Голикова                        | 15,5148     | Объект культурного наследия № 7801886000, |               |
| 5     | Парк дачи Сиверса (Кировский городок) | проспект Стачек, 156 |             | Объект культурного наследия № 7802181002, |               |
| 6     | Парк дачи Н. П. Шереметева «Ульянка» | проспект Стачек, 206 |             | Объект культурного наследия № 7802183000, |               |
| 7     | Сквер «Дачного мемориала» (воинского кладбища «Дачное»)                                                                                     | проспект Народного Ополчения, 143-145                                                                                                  | 0,70        | Объект культурного наследия № 7800472000  |               |
| 8     | Сквер у Дворца культуры имени И. И. Газа | проспект Стачек, 72 | 1,74        |                                           |               |
| 9     | Сад 9-го Января | проспект Стачек, 22 | 11,3        | Объект культурного наследия № 7830314000, |               |
| 10    | Сквер на улице Ивана Черных | улица Ивана Черных, 20 | 1,06        |                                           |               |
| 11    | Кировский сквер | Кировская площадь | 1,13        |                                           |               |
| 12    | Сквер у Кировского райсовета | проспект Стачек, 18 | 0,15        |                                           |               |
| 13    | Сад «Кирьяново» при даче Е. Р. Дашковой | проспект Стачек, 45 | 2,76        | Объект культурного наследия № 7810235002, |               |
| 14    | Сквер на Комсомольской (Круглой) площади | Комсомольская площадь |             |                                           |               |
| 15    | Сквер южнее Комсомольской (Круглой) площади                                                                                                 | между проспектом Стачек, Краснопутиловской улицей и улицей Зенитчиков                                                                  | 2,18        |                                           |               |
| 16    | Сад на улице Корнеева | между улицей Корнеева, проспектом Стачек, улицей Маршала Говорова и линией ЗСД                                                         | 1,95        |                                           |               |
| 17    | Сквер на улице Маршала Говорова | между улицей Маршала Говорова и Охотничьим переулком                                                                                   | 0,71        |                                           |               |
| 18    | Сквер на улице Метростроевцев | у пересечения улицы Метростроевцев с Сивковым переулком                                                                                | 0,35        |                                           |               |
| 19    | Молвинский сад | Промышленная улица, между домами 17 и 19                                                                                               | 4,45        | Объект культурного наследия № 7830616000, |               |
| 20    | Сад у музея «Нарвская застава» | улица Ивана Черных, от Сивкова переулка до дома 23                                                                                     | 0,62        |                                           |               |
| 21    | Сквер в Огородном переулке | Огородный переулок | 0,39        |                                           |               |
| 22    | Сквер у памятника А. И. Маринеско | проспект Стачек, 67 корпус 3, у пересечения с Дорогой на Турухтанные острова                                                           | 0,09        |                                           |               |
| 23    | Сквер Петра Семененко | между проспектом Стачек, Автовской улицей и улицей Червонного Казачества                                                               |             |                                           |               |
| 24    | Сквер «Передний край обороны» | вдоль проспекта Маршала Жукова от улицы Стойкости до проспекта Народного Ополчения                                                     | 1,42        |                                           |               |
| 25    | Сквер на площади Стачек | Площадь Стачек |             |                                           |               |
| 26    | Сквер на проспекте Стачек («сквер у танка») В 2020 году безымянному скверу где установлен танк присвоено наименование «Ленинградский сквер» | проспект Стачек, 106-108, между Автомобильной улицей и улицей Морской Пехоты                                                           | 3,19        |                                           |               |
| 27    | Сквер на проспекте Стачек В 2020 году безымянному скверу где установлен трамвай присвоено наименование «Ленинградский сквер»                | проспект Стачек, 114, между Автомобильной улицей и Трамвайным проспектом                                                               | 4,06        |                                           |               |
| 28    | Сквер вдоль реки Дачной | внутри квартала между проспектом Ветеранов и Дачным проспектом                                                                         | 1,62        |                                           |               |
| 29    | Сквер вдоль реки Дачной | внутри квартала между Дачным и Ленинским проспектами                                                                                   | 2,00        |                                           |               |
| 30    | Сквер вдоль реки Дачной | внутри квартала между улицами Лёни Голикова и Танкиста Хрустицкого                                                                     | 4,95        |                                           |               |
| 31    | Сквер вдоль реки Новой | внутри квартала между проспектом Ветеранов и улицей Бурцева                                                                            | 2,27        |                                           |               |
| 32    | Сквер вдоль реки Новой | внутри квартала между улицей Бурцева и улицей Солдата Корзуна                                                                          | 1,35        |                                           |               |
| 33    | Сквер вдоль реки Новой | внутри квартала между проспектом Ветеранов и улицей Стойкости                                                                          | 1,57        |                                           |               |
| 34    | Сквер вдоль реки Новой | внутри квартала между проспектом Народного Ополчения и улицей Стойкости                                                                | 1,93        |                                           |               |
| 35    | Сквер у станции метро «Проспект Ветеранов»                                                                                                  | между бульваром Новаторов, проспектом Ветеранов и улицей Танкиста Хрустицкого                                                          | 0,86        |                                           |               |
| 36    | Сквер у школы им. 10-летия Октября (лицея № 384)                                                                                            | на углу проспекта Стачек и улицы Гладкова                                                                                              | 0,29        |                                           |               |
| 37    | Сквер Исаака Зальцмана | на пр. Стачек у д. 62 | 0,43        |                                           | [ 12 ] [ 13 ] |
| 38    | Комсомольский сквер | на ул. Зенитчиков между пр. Стачек и Краснопутиловской ул.                                                                             | 2,18        |                                           | [ 13 ]        |
| 39    | Ленинградский сквер | на пр. Стачек у д.114а | 3,931       |                                           | [ 13 ]        |
| 40    | Емельяновский сквер | на пересечении Кронштадтской ул. и Корабельной ул.                                                                                     | 0,75        |                                           | [ 13 ]        |
| 41    | Канонерский парк | на Канонерском острове | 44,9952     |                                           | [ 13 ]        |

### Колпинский район
| Номер | Название                                                                   | Адрес                                                                                                | Площадь, га | Статус | Изображение |
| ----- | -------------------------------------------------------------------------- | --- | ----------- | ------ | ----------- |
| 1     | Сад между улицей Веры Слуцкой и Раумской улицей                            | Колпино, между улицей Веры Слуцкой и Раумской улицей                                                 | 5,23        |        |             |
| 2     | Сад Володарского                                                           | Колпино, между Ижорским прудом, Адмиралтейской улицей и Пролетарской улицей                          | 2,90        |        |             |
| 3     | Сквер Героев-Ижорцев                                                       | Колпино, между Пролетарской улицей, улицей Веры Слуцкой, Павловской улицей и улицей Братьев Радченко | 10,17       |        |             |
| 4     | Городской сад                                                              | Колпино, между р. Ижорой, проспектом Ленина и бульваром Победы                                       | 14,82       |        |             |
| 5     | Колпинский парк (объединяет бывшие Парк культуры и отдыха и Парк пионеров) | Колпино, о. Чухонка и полуостров в разливе р. Ижоры                                                  | 27,89       |        |             |
| 6     | Сквер Коммуны                                                              | Колпино, между улицей Коммуны и Советским бульваром                                                  | 7,92        |        |             |
| 7     | Сквер на Красной улице                                                     | Колпино, между Красной улицей и Ижорским прудом от Комсомольского канала до улицы Ремизова           | 9,78        |        |             |
| 8     | Сквер «Лесная сказка»                                                      | Колпино, Пролетарская улица, между домами 109 и 119                                                  |             |        |             |
| 9     | Октябрьский сквер                                                          | Колпино, Октябрьская улица                                                                           | 4,45        |        |             |
| 10    | Сквер у памятника рабочим-красногвардейцам                                 | Колпино, на пересечении Вознесенского шоссе и Колпинской улицы                                       | 1,79        |        |             |
| 11    | Сквер на Привокзальной площади                                             | Колпино, Привокзальная площадь                                                                       | 2,36        |        |             |
| 12    | Парк у стадиона ОАО «УИФК»                                                 | Металлострой, Полевая улица                                                                          | 1,34        |        |             |
| 13    | Сквер на улице Танкистов                                                   | Колпино, угол улицы Танкистов и Пролетарской улицы                                                   |             |        |             |
| 14    | Сквер на Тверской улице                                                    | Колпино, между Тверской улицей и Тосненским переулком                                                | 3,57        |        |             |
| 15    | Троицкий сад                                                               | Колпино, между Соборной улицей, набережной Комсомольского канала, улицей Культуры и улицей Труда     | 1,71        |        |             |
| 16    | Сад Урицкого                                                               | Колпино, между Соборной улицей, Октябрьской улицей, улицей Культуры и улицей Правды                  | 6,16        |        |             |

### Красногвардейский район
| Номер | Название                                                | Адрес | Площадь, га | Статус                                    | Изображение |
| ----- | ------------------------------------------------------- | --- | ----------- | ----------------------------------------- | ----------- |
| 1     | Армашёвский сквер                                       | между улицей Потапова и излучиной реки Лубьи                                                                                                  | 6,02        |                                           |             |
| 2     | Бестужевский сад                                        | между Бестужевской улицей, Пискарёвским проспектом и продолжением проспекта Мечникова                                                         | 4,62        |                                           |             |
| 3     | Парк больницы им. Петра Великого (Мечниковской)         | Пискарёвский проспект, 47 | 9,5         | Объект культурного наследия № 7800565002, |             |
| 4     | Большой Ильинский сад                                   | между шоссе Революции, улицей Потапова и рекой Охтой                                                                                          | 2,21        |                                           |             |
| 5     | Весенний сквер                                          | Новочеркасский проспект, 12 корпус 1 | 1,15        |                                           |             |
| 6     | Сквер Георга Отса                                       | Среднеохтинский проспект, между Большая Пороховской улицей и Панфиловой улицей                                                                | 0,43        |                                           |             |
| 7     | Георгиевский сквер                                      | Среднеохтинский проспект, между Шепетовской улицей, улицей Александра Ульянова и стадионом «Турбостроитель»                                   | 1,9         |                                           |             |
| 8     | Гурдин сквер                                            | Среднеохтинский проспект, 8, между Цимлянской улицей и улицей Молдагуловой (перед зданием Центральной районной библиотеки имени Н. В. Гоголя) | 0,3         |                                           |             |
| 9     | Сад дачи Безобразовых «Жерновка»                        | Ириновский проспект, 9 |             | Объект культурного наследия № 7810245002, |             |
| 10    | Сад у 2-го корпуса Гидрометеорологического университета | проспект Металлистов, 3 |             | Объект культурного наследия № 7802342003, |             |
| 11    | Заневский парк                                          | между улицей Громова, Гранитной улицей и Малоохтинским проспектом                                                                             | 7,54        |                                           |             |
| 12    | Сквер на Заневском проспекте                            | Заневский проспект, 35, угол проспекта Шаумяна                                                                                                | 0,45        |                                           |             |
| 13    | Сквер у кинотеатра «Ладога»                             | шоссе Революции, 31 | 2,46        |                                           |             |
| 14    | Ладожский парк                                          | пойма Охты от Ириновского проспекта до проспекта Энтузиастов с выходом на проспект Косыгина                                                   | 13,68       |                                           |             |
| 15    | Парк «Малиновка»                                        | между проспектом Косыгина, улицей Передовиков, проспектом Энтузиастов и Индустриальным проспектом                                             | 14,42       |                                           |             |
| 16    | Малоохтинский парк                                      | между Республиканской улицей, Новочеркасским проспектом, Перевозным переулком и проспектом Шаумяна                                            | 8,26        |                                           |             |
| 17    | Малый Ильинский сад                                     | между рекой Охтой, рекой Лубьей и Ильинской Слободой                                                                                          | 2,85        |                                           |             |
| 18    | Сквер Молдагуловой                                      | улица Молдагуловой, западнее дома 5 |             |                                           |             |
| 19    | Молчаливый сквер                                        | Малоохтинский проспект, между домами 36 и 44                                                                                                  |             |                                           |             |
| 20    | Сад «Нева»                                              | между шоссе Революции, Пискарёвским проспектом, Среднеохтинским проспектом и Полюстровским проспектом                                         | 11,19       |                                           |             |
| 21    | Сквер вдоль реки Оккервиль                              | от Заневского проспекта до Гранитной улицы | 1,54        |                                           |             |
| 22    | Сад Передовиков                                         | улица Передовиков, напротив примыкания к Ириновскому проспекту                                                                                | 1,23        |                                           |             |
| 23    | Сквер у пожарной части № 12                             | Большеохтинский проспект, 3, Конторская улица, 1                                                                                              | 0,17        |                                           |             |
| 24    | Полюстровский парк                                      | между шоссе Революции, проспектом Металлистов, Апрельской улицей и улицей Маршала Тухачевского                                                | 44,87       |                                           |             |
| 25    | Сад на углу шоссе Революции и улицы Коммуны             | угол шоссе Революции и улицы Коммуны | 4,39        |                                           |             |
| 26    | Ржевский лесопарк                                       | улица Коммуны | 32,10       |                                           |             |
| 27    | Сквер на Свердловской набережной                        | Свердловская набережная, от Пискарёвского проспекта до реки Охты                                                                              | 2,99        |                                           |             |
| 28    | Сквер у театра «Буфф»                                   | у пересечения Заневского проспекта с проспектом Шаумяна                                                                                       | 0,51        |                                           |             |
| 29    | Сад «Уткиной дачи»                                      | Уткин проспект, 2, 2А |             | Объект культурного наследия № 7810250003, |             |
| 30    | Сквер на улице Химиков (продолжение Ильинского сада)    | между улицей Химиков и рекой Охтой от улицы Коммуны до Большого Ильинского моста                                                              | 1,78        |                                           |             |
| 31    | Сквер при часовне Великомученицы Параскевы              | шоссе Революции, 75, у церкви Ильи Пророка (часть Малого Ильинского сада)                                                                     |             | Объект культурного наследия № 7810248001, |             |

### Красносельский район
| Номер | Название                                                                              | Адрес | Площадь, га | Статус | Изображение |
| ----- | ------------------------------------------------------------------------------------- | --- | ----------- | --- | ----------- |
| 1     | Парк дачи Виельгорских «Павлино»                                                      | южнее Петергофского шоссе, севернее домов 76 (корпуса домов совхоза «Предпортовый»)                                                   |             | Объект культурного наследия № 7802193003, |             |
| 2     | Парк дачи М. И. Воронцова                                                             | между Петергофским шоссе, улицей Пионерстроя и улицей Чекистов с восточной границей против дома 44                                    |             | Объект культурного наследия № 7810257003, |             |
| 3     | Парк дачи А. В. Макарова «Елизино»                                                    | между Петергофским шоссе домами 74-76, улицей Маршала Мерецкова и створом улицы Адмирала Исакова                                      |             | Объект культурного наследия № 7802192000, |             |
| 4     | Парк дачи Ю. Ф. фон Моллер (Репниных)                                                 | южнее Петергофского шоссе, севернее домов 82-84 (корпуса)                                                                             |             | Объект культурного наследия № 7802194003, |             |
| 5     | Парк дачи Р. Чидсона (в границах парка «Новознаменка»)                                | между Петергофским шоссе и улицей Чекистов с западной границей против дома 42                                                         |             | Объект культурного наследия № 7802187000, |             |
| 6     | Парк дачи П. М. Толстого «Марьино»                                                    | южнее Петергофского шоссе, севернее домов 82-96, на границе района                                                                    |             | Объект культурного наследия № 7802195000, |             |
| 7     | Парк дачи Н. Ю. Трубецкого                                                            | между Петергофским шоссе, улицей Чекистов и улицей Пионерстроя с западной границей против дома 7 корпус 3                             |             | Объект культурного наследия № 7802191000, |             |
| 8     | Парк дачи Э. Е. Эбсворта «Литания» (в границах парка «Новознаменка»)                  | между Петергофским шоссе, улицей Тамбасова и Новобелицкой улицей с западной границей вдоль дома 38 по улице Чекистов                  |             | Объект культурного наследия № 7802186000, |             |
| 9     | Сквер у ЗАГСа Красносельского района                                                  | проспект Ветеранов, 131 | 2,17        | |             |
| 10    | Сквер у кинотеатра «Рубеж»                                                            | проспект Ветеранов, 121, от улицы Партизана Германа до улицы Добровольцев                                                             | 4,75        | |             |
| 11    | Парк «Новознаменка»                                                                   | между Петергофским шоссе, улице Чекистов, улицей Партизана Германа Новобелицкой улицей и улицей Пограничника Гарькавого               | 18,15       | |             |
| 12    | Полежаевский парк                                                                     | между Петергофским шоссе, проспектом Маршала Жукова, Авангардной улицей и проспектом Ветеранов                                        | 155,86      | Объект культурного наследия № 7802185000, |             |
| 13    | Сквер Политрука Пасечника                                                             | улица Политрука Пасечника, к востоку от дома 2                                                                                        |             | |             |
| 14    | Сквер вдоль реки Ивановки                                                             | от проспекта Ветеранов до проспекта Народного Ополчения                                                                               | 16,55       | |             |
| 15    | Сквер вдоль реки Ивановки                                                             | от проспекта Ветеранов до улицы Чекистов                                                                                              | 15,68       | |             |
| 16    | Парк «Сосновая Поляна»                                                                | между проспектом Ветеранов, улицей Лётчика Пилютова, р. Сосновкой и Балтийской веткой Октябрьской ж/д                                 | 60,93       | Объект культурного наследия № 7802190000, |             |
| 17    | Парк «Угольная гавань»                                                                | между р. Красненькой, продолжением проспекта Кузнецова, продолжением улицы Маршала Казакова и продолжением улицы Десантников          | 56,03       | |             |
| 18    | Парк усадьбы П. Г. Демидова                                                           | улица Чекистов, 3 (с границами против домов 42 и 44)                                                                                  |             | Объект культурного наследия № 7810256002, |             |
| 19    | Парк усадьбы Х. С. Миниха                                                             | между улицей Чекистов, улицей Маршала Мерецкова и Петергофским шоссе с восточной границей против дома 7 корпус 3 по улице Пионерстроя |             | Объект культурного наследия № 7810258002, |             |
| 20    | Южно-Приморский парк                                                                  | между Петергофским шоссе, улицей Доблести, улицей Маршала Захарова и Дудергофским каналом                                             | 89,2        | |             |
| 21    | Егоровский сквер (Братская мoгила, Памятник-мемориал, Вечный огонь, который не горит) | между Проспект Ветеранов, Улица Добровольцев                                                                                          |             | В сквере: Объекты культурного наследия: Братская могила воинов Советской Армии, погибших при защите Ленинграда в 1941—1943 гг. (Решение исполкома Ленгорсовета от 03.05.1976 № 328) |             |

#### Красное Село
| Номер | Название                                                                                 | Адрес                                                                                          | Площадь, га | Статус                                    | Изображение |
| ----- | ---------------------------------------------------------------------------------------- | ---------------------------------------------------------------------------------------------- | ----------- | ----------------------------------------- | ----------- |
| 1     | Сквер «Автомобилист»                                                                     | напротив примыкания Нарвской улицы к Кингисеппскому шоссе                                      | 0,72        |                                           |             |
| 2     | Парк «Красное Село» (включает бывший Дворцовый парк и бывший сад Красносельского театра) | между проспектом Ленина, улицей Первого Мая, улицей Красных Командиров и улицей Восстановления | 37,3        |                                           |             |
| 3     | Можайский сквер                                                                          | у развилки Гатчинского шоссе и Кингисеппского шоссе                                            | 0,6         |                                           |             |
| 4     | Нагорный парк                                                                            | у ж/д платформы «Дудергоф», Дудергофские высоты, Ореховая гора                                 | 47,07       | Объект культурного наследия № 7800582000, |             |
| 5     | Нижний парк                                                                              | между Нагорной улицей, улицей Первого Мая и Привокзальной улицей                               | 18,22       | Объект культурного наследия № 7810252001, |             |
| 6     | Сквер «Скачки»                                                                           | Красное Село, на углу проспекта Ленина и улицы Ломоносова                                      | 0,21        |                                           |             |
| 7     | Сквер «Скорбящая Родина»                                                                 | на углу проспекта Ленина и улицы Равенства                                                     | 0,48        |                                           |             |
| 8     | Сад церкви Пресвятой Троицы (Верхний сад)                                                | проспект Ленина, 108                                                                           |             | Объект культурного наследия № 7810252001, |             |
| 9     | Сад церкви Святого благоверного князя Александра Невского                                | переулок Щуппа, 10                                                                             |             | Объект культурного наследия № 7810253001, |             |

### Кронштадтский район
| Номер | Название                                           | Адрес                                                                                 | Площадь, га | Статус                                    | Изображение |
| ----- | -------------------------------------------------- | ------------------------------------------------------------------------------------- | ----------- | ----------------------------------------- | ----------- |
| 1     | Сквер у Англиканской церкви                        | улица Зосимова, 24, Андреевская улица, 13                                             | 0,23        |                                           |             |
| 2     | Андреевский сад                                    | между проспектом Ленина, улицей Карла Маркса, Безымянным переулком и Советской улицей | 0,86        |                                           |             |
| 3     | Сад Владимирского собора                           | проспект Ленина, 9, Владимирская улица, 32                                            |             | Объект культурного наследия № 7801914005, |             |
| 4     | Сад Военно-морского госпиталя                      | улица Восстания, 2, улица Мануильского, 2                                             |             | Объект культурного наследия № 7810264010, |             |
| 5     | Сквер у Гостиного двора (часть Андреевского сада)  | между Гостиным двором, проспектом Ленина, улицей Карла Маркса и Советской улицей      |             |                                           |             |
| 6     | Парк дачи Верещагина                               | Цитадельское шоссе, 30                                                                |             | Объект культурного наследия № 7801906001, |             |
| 7     | Сквер у Дворца Молодёжи                            | площадь Рошаля                                                                        | 0,22        |                                           |             |
| 8     | Сад Елизаветинской кирхи                           | Ленинградская улица, 1                                                                | 0,15        |                                           |             |
| 9     | Екатерининский парк                                | между Советской улицей и Обводным каналом                                             | 2,84        | Объект культурного наследия № 7810282003, |             |
| 10    | Сад Итальянского дворца (восточный)                | Макаровская улица, 3                                                                  | 0,27        | Объект культурного наследия № 7810279008, |             |
| 11    | Сад Итальянского дворца (западный)                 | Макаровская улица, 3                                                                  |             | Объект культурного наследия № 7810279007, |             |
| 12    | Сквер Катерников                                   | улица Гидростроителей, между домами 3 и 7                                             | 0,99        |                                           |             |
| 13    | Сквер Кирова                                       | между Советской улицей, Осокиной улицей и улицей Гусева                               | 0,47        |                                           |             |
| 14    | Сад Кронштадтской Морской общины сестёр милосердия | Пролетарская улица, 30                                                                |             | Объект культурного наследия № 7801947004, |             |
| 15    | Летний сад                                         | между Петровской улицей, Красной улицей, Овражным парком и Доковым бассейном          | 5,21        | Объект культурного наследия № 7810280002, |             |
| 16    | Сад Морского Никольского собора                    | Якорная площадь, 5                                                                    | 1,99        | Объект культурного наследия № 7810287002, |             |
| 17    | Сквер у музея истории Кронштадта                   | Ленинградская улица, 2Б                                                               | 0,68        |                                           |             |
| 18    | Сад музея-квартиры о. Иоанна Кронштадтского        | Посадская улица, 21А                                                                  | 0,04        |                                           |             |
| 19    | Овражный парк                                      | между Летним садом, Якорной площадью, Доковым бассейном и Коммунистической улицей     | 3,02        |                                           |             |
| 20    | Сад у Парусного моста                              | Якорная площадь, между домами 2А и 2БВ                                                |             |                                           |             |
| 21    | Сад Первого учебного морского экипажа              | Коммунистическая улица, 1, 3                                                          |             | Объект культурного наследия № 7810276009, |             |
| 22    | Сад Первого учебного морского экипажа              | Макаровская улица, 1                                                                  |             | Объект культурного наследия № 7810276010, |             |
| 23    | Петровский парк                                    | Макаровская улица                                                                     | 5,6         | Объект культурного наследия № 7810275003, |             |
| 24    | Сквер Подводников                                  | между проспектом Ленина, улицей Карла Маркса, Макаровской улицей и улицей Мартынова   | 0,69        |                                           |             |
| 25    | Сквер на проспекте Ленина                          | проспект Ленина, 5В                                                                   | 0,14        |                                           |             |
| 26    | Романовский сквер (сквер Металлистов)              | между Петровской улицей, улицей Аммермана и улицей Лебедева                           | 0,88        | Объект культурного наследия № 7801942000, |             |
| 27    | Сквер на Флотской улице                            | Флотская улица, 2, угол улицы Восстания                                               |             |                                           |             |
| 28    | Сквер Юного Ленинца                                | между проспектом Ленина, улицей Карла Маркса и улицей Сургина                         | 0,26        |                                           |             |
| 29    | Сквер на Якорной площади                           | Якорная площадь, между домами 2 и 2А                                                  | 0,64        |                                           |             |
| 30    | Сквер на Яхтенной площади                          | Яхтенная площадь, северо-западнее дома 3А по Тулонской аллее                          | 0,10        |                                           |             |

### Курортный район
| Номер | Название                           | Адрес                                                                  | Площадь, га                                            | Статус                                    | Изображение   |  |
| ----- | ---------------------------------- | ---------------------------------------------------------------------- | ------------------------------------------------------ | ----------------------------------------- | ------------- |  |
| 1     | Парк дачи Ж. Бормана               | Комарово, Морская ул., 14 (закрытая территория резиденции губернатора) |                                                        | Объект культурного наследия № 7810292005, |               |  |
| 2     | Парк Дачи Новикова                 | Зеленогорск, Исполкомовская ул., 6                                     |                                                        | Объект культурного наследия № 7810288007, |               |  |
| 3     | Плодовый сад                       | Зеленогорск, Комсомольская ул., 25                                     | 1,20                                                   |                                           |               |  |
| 4     | Парк усадьбы И. Е. Репина «Пенаты» | Репино, Приморское шоссе, 411                                          |                                                        | Объект культурного наследия № 7810298003, |               |  |
| 5     | Центральный парк культуры и отдыха | Зеленогорск, между Театральной ул., Приморским шоссе и Пляжевой ул.    | 14,50                                                  |                                           |               |  |
| 6     |                                    | Б.Садовый сквер на Садовой ул. у д. 16 (пос. Песочный)                 | Б.Садовый сквер на Садовой ул. у д. 16 (пос. Песочный) | 0,51                                      | Входит в ЗНОП |  |

#### Сестрорецк
| Номер | Название                                                                       | Адрес                                                                         | Площадь, га             | Статус                                                       | Изображение          |
| ----- | ------------------------------------------------------------------------------ | ----------------------------------------------------------------------------- | ----------------------- | ------------------------------------------------------------ | -------------------- |
| 1     | Верхний парк                                                                   | между улицами Лесной, Андреева, Максима Горького и Оранжерейной               | 5,25                    | памятник архитектуры (региональный)                          |                      |
| 2     | Сад Отдыха (Сад у дома командира Сестрорецкого оружейного завода)              | улица Воскова, 4                                                              |                         | Объект культурного наследия № 7810300010,                    |                      |
| 3     | Парк Дубки                                                                     | Дубковское шоссе, 59                                                          | 53,71                   | Объект культурного наследия № 7810301000,                    |                      |
| 4     | Парк на улице Инструментальщиков                                               | улица Инструментальщиков, 15                                                  | 2,68                    | Входит в состав ЗНОП                                         |                      |
| 5     | Сквер мемориала «Сестра»                                                       | Приморское шоссе, 317                                                         | 2,24                    | Объект культурного наследия № 7810297000,                    |                      |
| 6     | Парк вдоль набережной реки Сестры                                              | вдоль набережной р. Сестры                                                    | 5,21                    | Входит в состав ЗНОП                                         |                      |
| 7     | Сквер Петра Великого                                                           | площадь Свободы, 1                                                            | 5,64                    | Входит в состав ЗНОП                                         |                      |
| 8     | Привокзальный сквер                                                            | на пересечении улицы Коммунаров и Дубковского шоссе                           | 1,27                    | Входит в состав ЗНОП                                         |                      |
| 9     | Нижний парк (парк Пята)                                                        | внутри Парковой улицы                                                         | 10,49                   | памятник архитектуры (региональный)                          |                      |
| 10    | Средний парк                                                                   | между Садовой, Ботанической и Парковой улицами                                | 5,67                    | памятник архитектуры (региональный)                          |                      |
| 11    | Парк усадьбы П. И. Авенариуса                                                  | Федотовская дорожка, 42                                                       |                         | Объект культурного наследия № 7810303002,                    |                      |
| 12    | лесопарк Гагарка                                                               | улица дорожна, улица Инструментальщиков                                       | 53 га (23 в ЗНОП)       | Будущее особо Охраняемые Природные Территории, входит в ЗНОП |                      |
| 13    | Парк в Санотории Сестрорецком Курорте                                          | улица Лесная, Андреевская                                                     |                         | Входит в состав охраняемого ландшафта                        |                      |
| 14    | Лесопарк Сестрорецкий Ралив                                                    | Кронштатское шоссе                                                            |                         | Входит в состав памятника "Шалаш Ленина"                     |                      |
| 15    | сквер Чернобыльцев (Сестропарк)                                                | Приморское шоссе, севернее 261                                                | 4,6 га                  | Входит в состав ЗНОП                                         |                      |
| 16    | лесопарк Разлив                                                                | Приморское шоссе                                                              | 200га                   | Будущее особо Охраняемые Природные Территории                |                      |
| 17    | лесопарк Тарховка                                                              | Приморское шоссе                                                              | 328га                   | Будущее особо Охраняемая Природная Территория                |                      |
| 18    | Крестовский сквер                                                              | Воского, Мосино                                                               | 0,66                    | Входит в состав ЗНОП                                         |                      |
| 19    | сквер Непокорённых                                                             | около парка Дюбки, возле реки Шипучка                                         | 0,44                    | Входит в состав ЗНОП                                         |                      |
| 20    | Северный сквер                                                                 | вдоль Приморского шоссе                                                       |                         | Входит в состав ЗНОП                                         |                      |
| 21    |                                                                                | сквер б/н на пл.Свободы, д.2                                                  | б/н на пл. Свободы, д.2 |                                                              | Входит в состав ЗНОП |
| 22    |                                                                                | бульвар б/н на ул.Володарского между наб.р.Сестры и ул.Борисова               | вдоль Приморского шоссе |                                                              | Входит в состав ЗНОП |
| 23    | сквер Почтарева                                                                | Улица Мосино, Восково. Набережная строителей                                  |                         |                                                              |                      |
| 24    | Сквер Пограничников                                                            | сквер б/н на Приморском шоссе, д.270 и д.272                                  |                         | Входит в состав ЗНОП, Мемориальный сквер                     |                      |
| 25    | бульвар б/н на Приморском шоссе, д.350                                         | б/н на Приморском шоссе, д. 320                                               |                         | Входит в состав ЗНОП                                         |                      |
| 26    | Парадный сквер                                                                 | Улица володарского                                                            |                         | Входит в состав ЗНОП                                         |                      |
| 27    | сквер б/н южнее д. 21 по ул. Инструментальщиков (г. Сестрорецк)                | б/н южнее 21 по ул. Инструментальщиков                                        |                         | Входит в состав ЗНОП                                         |                      |
| 28    | сквер б/н севернее д. 15 по ул. Инструментальщиков (г. Сестрорецк)             | б/н севернее д. 15 по ул. Инструментальщиков (г. Сестрорецк)                  |                         | Входит в состав ЗНОП                                         |                      |
| 29    | сквер б/н на пересечении Приморского шоссе и Транспортной ул.                  | б/н на пересечении Приморского шоссе и Транспортной ул.                       |                         | Входит в состав ЗНОП                                         |                      |
| 30    | сквер б/н южнее д. 23 по ул. Инструментальщиков (г. Сестрорецк)                | б/н южнее д. 23 по ул. Инструментальщиков (г. Сестрорецк)                     |                         | Входит в состав ЗНОП                                         |                      |
| 31    | сквер б/н южнее д. 17 по ул. Инструментальщиков (г. Сестрорецк)                | б/н южнее д. 17 по ул. Инструментальщиков (г. Сестрорецк)                     |                         | Входит в состав ЗНОП                                         |                      |
| 32    | сквер б/н севернее д. 5 по Транспортной ул. (г. Сестрорецк)                    | б/н севернее д. 5 по Транспортной ул. (г. Сестрорецк)                         |                         | Входит в состав ЗНОП                                         |                      |
| 33    | сквер б/н южнее д. 5 по Транспортной ул. (г. Сестрорецк)                       | сквер б/н на ул.Мосина между Перепадской наб. и наб.Строителей                |                         | Входит в состав ЗНОП                                         |                      |
| 34    | сквер б/н западнее д. 291 по Приморскому шоссе (г. Сестрорецк)                 | б/н западнее д. 291 по Приморскому шоссе (г. Сестрорецк)                      |                         | Входит в состав ЗНОП                                         |                      |
| 35    | сквер б/н на ул.Токарева, д.7                                                  | б/н на ул.Токарева, д.7                                                       |                         | Входит в состав ЗНОП                                         |                      |
| 36    | сквер б/н на ул.Мосина между Перепадской наб. и наб.Строителей                 | б/н на ул.Мосина между Перепадской наб. и наб.Строителей                      |                         | Входит в состав ЗНОП                                         |                      |
| 37    | сквер б/н на Приморском шоссе от Ср.Ленинградской ул. до Петровской наб.       | б/н на Приморском шоссе от Ср.Ленинградской ул. до Петровской наб.            |                         | Входит в состав ЗНОП                                         |                      |
| 38    | сквер б/н между ул.Мосина, Перепадской наб. и озером Сестрорецкий Разлив       | б/н между ул.Мосина, Перепадской наб. и озером Сестрорецкий Разлив            |                         | Входит в состав ЗНОП                                         |                      |
| 39    | сквер б/н на ул.Мосина, д.32                                                   | б/н на ул.Мосина, д.32                                                        |                         | Входит в состав ЗНОП                                         |                      |
| 40    | сквер б/н западнее д. 291 по Приморскому шоссе (г. Сестрорецк)                 | б/н западнее д. 291 по Приморскому шоссе (г. Сестрорецк)                      |                         | Входит в состав ЗНОП                                         |                      |
| 41    | сквер б/н севернее д. 271 по Приморскому шоссе (г. Сестрорецк)                 | б/н севернее д. 271 по Приморскому шоссе (г. Сестрорецк)                      |                         | Входит в состав ЗНОП                                         |                      |
| 42    | сквер б/н южнее д. 261, корп. 2 по Приморскому шоссе (г. Сестрорецк)           | б/н южнее д. 261, корп. 2 по Приморскому шоссе (г. Сестрорецк)                |                         | Входит в состав ЗНОП                                         |                      |
| 43    | сквер б/н на ул.Токарева, д.7                                                  | б/н на ул.Токарева, д.7                                                       |                         | Входит в состав ЗНОП                                         |                      |
| 44    | сквер б/н юго-восточнее д.283 по Приморскому шоссе (г.Сестрорецк)              | б/н юго-восточнее д.283 по Приморскому шоссе (г.Сестрорецк)                   |                         | Входит в состав ЗНОП                                         |                      |
| 45    | сквер б/н северо-восточнее д. 281 по Приморскому шоссе (г. Сестрорецк)         | б/н северо-восточнее д. 281 по Приморскому шоссе (г. Сестрорецк)              |                         | Входит в состав ЗНОП                                         |                      |
| 46    | сквер б/н южнее д. 271 по Приморскому шоссе (г. Сестрорецк)                    | б/н южнее д. 271 по Приморскому шоссе (г. Сестрорецк)                         |                         |                                                              |                      |
| 47    | сквер б/н юго-восточнее д. 279 по Приморскому шоссе (г. Сестрорецк)            | б/н юго-восточнее д. 279 по Приморскому шоссе (г. Сестрорецк)                 |                         |                                                              |                      |
| 48    | сквер б/н юго-восточнее д. 273 по Приморскому шоссе (г. Сестрорецк)            | б/н юго-восточнее д. 273 по Приморскому шоссе (г. Сестрорецк)                 |                         |                                                              |                      |
| 49    | сквер б/н юго-западнее д. 275 по Приморскому шоссе (г. Сестрорецк)             | б/н юго-западнее д. 275 по Приморскому шоссе (г. Сестрорецк)                  |                         |                                                              |                      |
| 50    | сквер б/н западнее д. 269 по Приморскому шоссе (г. Сестрорецк)                 | б/н западнее д. 269 по Приморскому шоссе (г. Сестрорецк)                      |                         |                                                              |                      |
| 51    | сквер б/н юго-западнее д. 265 по Приморскому шоссе (г. Сестрорецк)             | б/н юго-западнее д. 265 по Приморскому шоссе (г. Сестрорецк)                  |                         |                                                              |                      |
| 52    | сквер б/н севернее д. 267 по Приморскому шоссе (г. Сестрорецк)                 | б/н севернее д. 267 по Приморскому шоссе (г. Сестрорецк)                      |                         |                                                              |                      |
| 53    | сквер б/н восточнее д.263 по Приморскому шоссе (г.Сестрорецк)                  | б/н восточнее д.263 по Приморскому шоссе (г.Сестрорецк)                       |                         |                                                              |                      |
| 54    | сквер б/н северо-западнее д. 261а по Приморскому шоссе (г. Сестрорецк          | б/н северо-западнее д. 261а по Приморскому шоссе (г. Сестрорецк               |                         |                                                              |                      |
| 55    | сквер б/н южнее д. 261а по Приморскому шоссе (г. Сестрорецк)                   | б/н южнее д. 261а по Приморскому шоссе (г. Сестрорецк)                        |                         |                                                              |                      |
| 56    | сквер б/н северо-восточнее д.261а по Приморскому шоссе (г.Сестрорецк)          | б/н северо-восточнее д.261а по Приморскому шоссе (г.Сестрорецк)               |                         |                                                              |                      |
| 57    | сквер б/н в Б.Литейном пер. севернее д.14а по ул. Токарева                     | б/н в Б.Литейном пер. севернее д.14а по ул. Токарева                          |                         |                                                              |                      |
| 58    | сквер б/н южнее д.14 по ул.Токарева (г.Сестрорецк)                             | б/н южнее д.14 по ул.Токарева (г.Сестрорецк)                                  |                         |                                                              |                      |
| 59    | сквер б/н южнее д. 12 по ул. Токарева (г. Сестрорецк)                          | б/н южнее д. 12 по ул. Токарева (г. Сестрорецк)                               |                         |                                                              |                      |
| 60    | сквер б/н севернее д. 12, корп. 2, по ул. Токарева (г. Сестрорецк)             | б/н севернее д. 12, корп. 2, по ул. Токарева (г. Сестрорецк)                  |                         |                                                              |                      |
| 61    | сквер б/н на ул.Токарева восточнее д.18                                        | б/н на ул.Токарева восточнее д.18                                             | 0, 14                   |                                                              |                      |
| 62    | сквер б/н на ул.Токарева восточнее д.18                                        |                                                                               |                         |                                                              |                      |
| 63    | сквер б/н южнее д. 34 по Дубковскому шоссе (г. Сестрорецк)                     |                                                                               |                         |                                                              |                      |
| 64    | сквер б/н севернее д. 36 по Дубковскому шоссе (г. Сестрорецк)                  |                                                                               |                         |                                                              |                      |
| 65    | сквер б/н северо-западнее д. 13 по ул. Токарева (г. Сестрорецк)                |                                                                               |                         |                                                              |                      |
| 66    | сквер б/н западнее д. 15 по ул. Токарева (г. Сестрорецк)                       |                                                                               |                         |                                                              |                      |
| 67    | сквер б/н юго-восточнее пересечения Дубковского шоссе и ул. Токарев            |                                                                               |                         |                                                              |                      |
| 68    | сквер б/н на наб. Строителей юго-восточнее д. 8                                |                                                                               |                         |                                                              |                      |
| 69    | сквер б/н юго-восточнее д. 11 по ул. Воскова (г. Сестрорецк)                   |                                                                               |                         |                                                              |                      |
| 70    | сквер б/н северо-восточнее д. 9 по ул. Воскова (г. Сестрорецк)                 |                                                                               |                         |                                                              |                      |
| 71    | сквер б/н южнее д. 3 по ул. Воскова (г. Сестрорецк)                            |                                                                               |                         |                                                              |                      |
| 72    | сквер Пограничников                                                            |                                                                               |                         |                                                              |                      |
| 73    | сквер б/н на ул.Мосина восточнее д.3                                           |                                                                               |                         |                                                              |                      |
| 74    | сквер б/н на пересечении Цемяночной ул. и ул.Воскова                           |                                                                               |                         |                                                              |                      |
| 75    |                                                                                | сквер б/н между д. 10 по л. Коммунаров и д. 16 по Морской ул. (г. Сестрорецк) |                         |                                                              |                      |
| 76    | сквер б/н южнее д. 1 по ул. Первого Мая (г. Сестрорецк)                        |                                                                               |                         |                                                              |                      |
| 77    |                                                                                | сквер б/н юго-западнее д. 5а по ул. Первого Мая (г. Сестрорецк)               |                         |                                                              |                      |
| 78    | сквер б/н между д. 1 по ул. Первого Мая и д. 30 по Морской ул. (г. Сестрорецк) |                                                                               |                         |                                                              |                      |
| 79    | сквер б/н восточнее д. 9а по наб. р. Сестры (г. Сестрорецк)                    |                                                                               |                         |                                                              |                      |
| 80    |                                                                                | сквер б/н юго-западнее д. 5а по ул. Первого Мая (г. Сестрорецк)               |                         |                                                              |                      |
| 81    | сквер б/н восточнее д. 9а по наб. р. Сестры (г. Сестрорецк)                    |                                                                               |                         |                                                              |                      |
| 82    | сквер б/н сквер восточнее д. 9 по ул. Володарского (г. Сестрорецк)             |                                                                               |                         |                                                              |                      |
| 83    | сквер б/н южнее д. 13 по наб. р. Сестры (г. Сестрорецк)                        |                                                                               |                         |                                                              |                      |
| 84    |                                                                                | сквер б/н восточнее д. 9а по наб. р. Сестры (г. Сестрорецк)                   |                         |                                                              |                      |
| 85    | сквер б/н на ул.Володарского, д.46                                             |                                                                               |                         |                                                              |                      |
| 86    | сквер б/н севернее д. 54 по ул. Володарского (г. Сестрорецк)                   |                                                                               |                         |                                                              |                      |
| 87    | сквер б/н сквер южнее д. 50 по ул. Володарского (г. Сестрорецк)                |                                                                               |                         |                                                              |                      |
| 88    | сквер б/н на ул.Володарского, д.3                                              |                                                                               |                         |                                                              |                      |
| 89    | сквер б/н западнее д.282 по Приморскому шоссе (г.Сестрорецк)                   |                                                                               |                         |                                                              |                      |
| 90    | сквер б/н восточнее д.282 по Приморскому шоссе (г.Сестрорецк)                  |                                                                               |                         |                                                              |                      |
| 91    | сквер б/н западнее д.286 по Приморскому шоссе (г.Сестрорецк)                   |                                                                               |                         |                                                              |                      |
| 92    | сквер б/н восточнее д.288 по Приморскому шоссе (г.Сестрорецк)                  |                                                                               |                         |                                                              |                      |
| 93    | сквер б/н восточнее д. 298 по Приморскому шоссе (г. Сестрорецк)                |                                                                               |                         |                                                              |                      |
| 94    | сквер б/н восточнее д. 302 по Приморскому шоссе (г. Сестрорецк)                |                                                                               |                         |                                                              |                      |
| 95    | сквер б/н южнее д.318 по Приморскому шоссе (г.Сестрорецк)                      |                                                                               |                         |                                                              |                      |
| 96    | сквер б/н западнее д. 320 по Приморскому шоссе (г. Сестрорецк)                 |                                                                               |                         |                                                              |                      |
| 97    | сквер б/н севернее д. 316 по Приморскому шоссе (г. Сестрорецк)                 |                                                                               |                         |                                                              |                      |
| 98    | сквер б/н восточнее д. 25 по ул. Володарского (г. Сестрорецк)                  |                                                                               |                         |                                                              |                      |
| 99    | сквер б/н севернее д. 324 по Приморскому шоссе (г. Сестрорецк                  |                                                                               |                         |                                                              |                      |
| 100   | сквер б/н западнее д.328 по Приморскому шоссе (г.Сестрорецк)                   |                                                                               |                         |                                                              |                      |
| 101   | сквер б/н западнее д. 334 по Приморскому шоссе (г. Сестрорецк)                 |                                                                               |                         |                                                              |                      |
| 102   | сквер б/н севернее д. 334 по Приморскому шоссе (г. Сестрорецк)                 |                                                                               |                         |                                                              |                      |
| 103   | сквер б/н западнее д.340 по Приморскому шоссе (г.Сестрорецк)                   |                                                                               |                         |                                                              |                      |
| 104   |                                                                                | сквер б/н восточнее д. 33 по ул. Володарского (г. Сестрорецк)                 |                         |                                                              |                      |
| 105   | сквер б/н западнее д. 35 по ул. Володарского (г. Сестрорецк)                   |                                                                               |                         |                                                              |                      |
| 106   | сквер б/н восточнее д. 41 по ул. Володарского (г. Сестрорецк)                  |                                                                               |                         |                                                              |                      |
| 107   | сквер б/н севернее д. 348 по Приморскому шоссе (г. Сестрорецк)                 |                                                                               |                         |                                                              |                      |
| 108   | бульвар б/н вдоль р. М. Сестры западнее Сестрорецкого кладбища                 |                                                                               |                         |                                                              |                      |
| 109   | сквер б/н сквер восточнее д. 9 по ул. Володарского (г. Сестрорецк)             |                                                                               |                         |                                                              |                      |
| 110   | сквер б/н восточнее д. 25 по ул. Володарского (г. Сестрорецк)                  |                                                                               |                         |                                                              |                      |
| 111   | сквер б/н севернее д. 324 по Приморскому шоссе (г. Сестрорецк)                 |                                                                               |                         |                                                              |                      |
| 112   | сквер б/н западнее д. 320 по Приморскому шоссе (г. Сестрорецк)                 |                                                                               |                         |                                                              |                      |
| 113   | сквер б/н западнее д. 320 по Приморскому шоссе (г. Сестрорецк)                 |                                                                               |                         |                                                              |                      |
| 114   | сквер б/н западнее д.328 по Приморскому шоссе (г.Сестрорецк)                   |                                                                               |                         |                                                              |                      |

### Московский район
| Номер | Название                                          | Адрес                                                                                         | Площадь, га | Статус                                    | Изображение |
| ----- | ------------------------------------------------- | --------------------------------------------------------------------------------------------- | ----------- | ----------------------------------------- | ----------- |
| 1     | Парк Авиаторов                                    | между Новоизмайловским проспектом, Кубинской улицей, Кузнецовской улицей и Бассейной улицей   | 32,53       |                                           |             |
| 2     | Сквер Архитектора Троцкого                        | Московский проспект, 212, улица Ленсовета (у восточного фасада Дома Советов)                  | 2,09        |                                           |             |
| 3     | Сквер Василия Ракова                              | Авиационная улица, 38                                                                         |             |                                           |             |
| 4     | Сквер Викентия Грязнова                           | между улицей Пилотов и Взлётной улицей                                                        | 0,67        |                                           |             |
| 5     | Сквер у гостиницы «Россия»                        | площадь Чернышевского                                                                         | 2,59        |                                           |             |
| 6     | Сад «Динамо»                                      | между Заставской улицей и Цветочной улицей                                                    | 0,78        |                                           |             |
| 7     | Сад «Дубовая роща»                                | на западной стороне Пулковского шоссе от Дунайского проспекта до 5-го Предпортового проезда   | 14,22       |                                           |             |
| 8     | Сквер у кинотеатра «Зенит» (кинотеатр снесён)     | улица Гастелло, 7, у Московского проспекта                                                    | 0,89        |                                           |             |
| 9     | Колмовский сад                                    | угол Московского проспекта и улицы Глеба Успенского                                           | 0,2         |                                           |             |
| 10    | Сквер на Московской площади                       | Московская площадь                                                                            | 2,79        |                                           |             |
| 11    | Московский парк Победы                            | между Московским проспектом, Кузнецовской улицей, проспектом Юрия Гагарина и Бассейной улицей | 66,88       | Объект культурного наследия № 7810320020, |             |
| 12    | Сквер на Московском проспекте                     | Московский проспект, между домами 179 и 189                                                   | 1,7         |                                           |             |
| 13    | Московский сад                                    | между Черниговской улицей, площадью Московские Ворота и Лиговским проспектом                  | 0,41        |                                           |             |
| 14    | Новодевичий сад                                   | Московский проспект, 100, южнее Новодевичьего монастыря                                       | 2,11        | Объект культурного наследия № 7810319000, |             |
| 15    | Скверы на площади Братьев Стругацких              | площадь Братьев Стругацких                                                                    | 0,86        |                                           |             |
| 16    | Сквер Полярника Корнилова                         | между домом 53 по Бассейной улице и улицей Фрунзе                                             | 1,54        |                                           |             |
| 17    | Парк Пулковской обсерватории                      | Пулковское шоссе, 65                                                                          |             | Объект культурного наследия № 7810327043, |             |
| 18    | Пулковский парк (парк Городов-Героев)             | к югу от площади Победы на территории между Пулковским и Московским шоссе                     | 38,72       |                                           |             |
| 19    | Сквер «Пулковский Рубеж»                          | 20-й километр Пулковского шоссе                                                               | 5,34        | Объект культурного наследия № 7810316000, |             |
| 20    | Сквер у здания Российской Национальной библиотеки | Московский проспект, 165 корпус 2                                                             | 0,19        |                                           |             |
| 21    | Рощинский сад                                     | угол Московского проспекта и Рощинской улицы                                                  | 1,42        |                                           |             |
| 22    | Северная роща                                     | между Московским проспектом, улицей Типанова, Демонстрационным проездом и Авиационной улицей  | 1,98        |                                           |             |
| 23    | Сквер у СКК «Петербургский»                       | проспект Юрия Гагарина, 8                                                                     | 7,74        |                                           |             |
| 24    | Смоленский сквер                                  | угол Московского проспекта и Смоленской улицы                                                 | 0,29        |                                           |             |
| 25    | Сквер у Чесменского дворца                        | улица Гастелло, 15 (по улице Ленсовета)                                                       |             |                                           |             |
| 26    | Сквер у Чесменской церкви                         | улица Ленсовета, 12                                                                           | 1,3         |                                           |             |
| 27    | Южная роща                                        | между Московским проспектом, улицей Типанова, Демонстрационным проездом и Алтайской улицей    | 2,25        |                                           |             |

### Невский район
| Номер | Название                                                  | Адрес | Площадь, га | Статус                                               | Изображение |
| ----- | --------------------------------------------------------- | --- | ----------- | ---------------------------------------------------- | ----------- |
| 1     | Парк имени И. В. Бабушкина                                | между улицей Бабушкина, Фарфоровской улицей, Железнодорожным проспектом и проспектом Обуховской Обороны                                     | 13,89       | памятник архитектуры (вновь выявленный объект) [ 5 ] |             |
| 2     | Брестский парк                                            | между Дальневосточным проспектом, улицей Тельмана и переулком Челиева                                                                       | 5,29        |                                                      |             |
| 3     | Виноградовский сквер (бывший сквер «Спутник»)             | между переулком Матюшенко, улицей Бабушкина, Императорским фарфоровым заводом и проспектом Обуховской Обороны                               | 3,73        |                                                      |             |
| 4     | Парк Боевого Братства                                     | между улицей Джона Рида и улицей Бадаева | 5,52        |                                                      |             |
| 5     | Парк дачи А. И. Чернова («Сосновка»)                      | Октябрьская набережная, 72 | 2,12        | Объект культурного наследия № 7810337003,            |             |
| 6     | Дёминский сад                                             | у примыкания Мельничной улицы к проспекту Обуховской Обороны                                                                                | 0,73        |                                                      |             |
| 7     | Сквер у ДК «Невский»                                      | проспект Обуховской Обороны, 32 | 0,4         |                                                      |             |
| 8     | Сквер ДОСААФ                                              | у примыкания Большого Смоленского проспекта к проспекту Обуховской Обороны                                                                  | 0,29        |                                                      |             |
| 9     | Сад Дудко                                                 | проспект Обуховской Обороны, между домами 127 и 131                                                                                         | 0,7         |                                                      |             |
| 10    | Парк имени С. А. Есенина                                  | между проспектом Большевиков, улицей Дыбенко, улицей Подвойского и Товарищеским проспектом                                                  | 24,07       |                                                      |             |
| 11    | Заводской сад                                             | между улицей Крупской и улицей Бабушкина | 1,92        |                                                      |             |
| 12    | Ивановский сад                                            | вдоль Белевского проспекта от застройки Варфоломеевской улицы до Ивановской улицы                                                           | 7,26        |                                                      |             |
| 13    | Сад Крупской                                              | между Невой и проспектом Обуховской Обороны у дома 90                                                                                       | 2,79        |                                                      |             |
| 14    | Сквер на улице Крыленко                                   | между улицей Крыленко и улицей Евдокима Огнева                                                                                              | 14          |                                                      |             |
| 15    | Парк «Куракина дача»                                      | между проспектом Обуховской Обороны, Леснозаводской улицей, улицей Бабушкина, бульваром Красных Зорь, Прямым проспектом и Ивановской улицей | 20,28       | Объект культурного наследия № 7802397000,            |             |
| 16    | Ломоносовский сад                                         | между переулком Матюшенко, улицей Бабушкина, улицей Полярников и Сомовым переулком                                                          | 2,76        |                                                      |             |
| 17    | Скверы на Народной улице                                  | Народная улица, между домами 1 и 2, по обе стороны Володарского моста                                                                       | 1,31        |                                                      |             |
| 18    | Сквер у Невского завода                                   | проспект Обуховской Обороны, 51 | 0,55        |                                                      |             |
| 19    | Сквер Николая Львова                                      | проспект Обуховской Обороны, 223, напротив сада Печатников                                                                                  | 1,56        |                                                      |             |
| 20    | Сквер на реке Оккервиль                                   | от улицы Подвойского до улицы Коллонтай | 3,5         |                                                      |             |
| 21    | Палевский сад                                             | между улицей Седова, улицей Ольги Берггольц, улицей Пинегина и проспектом Елизарова                                                         | 3,75        |                                                      |             |
| 22    | Сад Печатников                                            | перед домами 110 и 114 по проспекту Обуховской Обороны                                                                                      | 1,96        |                                                      |             |
| 23    | Сквер напротив Речного вокзала                            | проспект Обуховской Обороны, 199 | 1,15        |                                                      |             |
| 24    | Парк «Славянка»                                           | между рекой Славянкой и Полевым переулком                                                                                                   | 32,40       |                                                      |             |
| 25    | Смоленский сад                                            | между домами 60 и 68 по проспекту Обуховской Обороны                                                                                        | 1,32        |                                                      |             |
| 26    | Сад «Спартак»                                             | проспект Обуховской Обороны, у Большого Обуховского моста                                                                                   | 22,48       |                                                      |             |
| 27    | Парк Строителей                                           | между улицей Антонова-Овсеенко и улицей Подвойского                                                                                         | 8,72        |                                                      |             |
| 28    | Сквер Текстильщиков                                       | у примыкания улицы Тельмана к Октябрьской набережной                                                                                        | 1,13        |                                                      |             |
| 29    | Сад Ткачей                                                | между улицей Бабушкина и улицей Ткачей | 1,04        |                                                      |             |
| 30    | Сад имени 30-летия Октября                                | между проспектом Обуховской Обороны, Смоляной улицей и Слободской улицей                                                                    | 5,06        |                                                      |             |
| 31    | Сад Троицкой церкви («Кулич и Пасха») (Сад Троицкое поле) | проспект Обуховской Обороны, 235 |             | Объект культурного наследия № 7810335001,            |             |
| 32    | Сквер у Финляндского ж/д моста                            | проспект Обуховской Обороны, от улицы Профессора Качалова до Финляндского ж/д моста                                                         | 2,08        |                                                      |             |
| 33    | Сад «Фонтанчик»                                           | между проспектом Обуховской Обороны, переулком Ногина и улицей Ольминского                                                                  | 0,73        |                                                      |             |
| 34    | Яблоновский сад                                           | между Российским проспектом, рекой Оккервиль, улицей Ворошилова и улицей Латышских Стрелков                                                 | 2,51        |                                                      |             |

### Петроградский район
| Номер | Название                                                                                | Адрес                                                                                              | Площадь, га | Статус                                    | Изображение |
| ----- | --------------------------------------------------------------------------------------- | -------------------------------------------------------------------------------------------------- | ----------- | ----------------------------------------- | ----------- |
| 1     | Александровский парк                                                                    | между Кронверкским проспектом, Зоопарком и Кронверкской набережной                                 | 14,57       | Объект культурного наследия № 7801091000, |             |
| 2     | Сад Александровского лицея                                                              | Каменноостровский проспект, 21—23, Большая Монетная улица, 12-14, 14-а, улица Рентгена, 1          | 0,57        | Объект культурного наследия № 7802470006, |             |
| 3     | Сад Андрея Петрова                                                                      | Каменноостровский проспект, между домами 26—28 и 32                                                | 0,74        |                                           |             |
| 4     | Аникушинский сквер                                                                      | Каменноостровский проспект, между домами 56, 58, 60                                                | 0,35        |                                           |             |
| 5     | Сквер на Большой Пушкарской улице                                                       | Большая Пушкарская улица, 50, между Бармалеевой улицей и улицей Подковырова                        | 0,19        |                                           |             |
| 6     | Большой Рыбацкий сквер                                                                  | Большой проспект Петроградской стороны, у дома 34-36, Рыбацкая улица, Ижорская улица               | 0,17        |                                           |             |
| 7     | Ботанический сад                                                                        | улица Профессора Попова, 2, Аптекарская набережная, Аптекарский проспект, набережная реки Карповки |             | Объект культурного наследия № 7810392001, |             |
| 8     | Сквер Виктора Цоя                                                                       | улица Блохина, 15, Любанский переулок, Зверинская улица                                            | 0,08        |                                           |             |
| 9     | Сквер у здания Военно-топографического института                                        | Пионерская улица, 20                                                                               |             |                                           |             |
| 10    | Вяземский сад                                                                           | между Песочной набережной и Вяземским переулком                                                    | 3,87        | Объект культурного наследия № 7801094001, |             |
| 11    | Геслеровский сад                                                                        | между Ординарной улицей и Чкаловским проспектом                                                    | 0,41        |                                           |             |
| 12    | Сад Городской клинической больницы № 31                                                 | проспект Динамо, 3                                                                                 |             |                                           |             |
| 13    | Сад дачи В. В. Долгорукова (принца П. Г. Ольденбургского)                               | Каменный остров, набережная Малой Невки, 11                                                        |             | Объект культурного наследия № 7810381002, |             |
| 14    | Сад дачи А. А. Половцова                                                                | Каменный остров, набережная Средней Невки, 6                                                       |             | Объект культурного наследия № 7810394002, |             |
| 15    | Сквер напротив ДК им. Ленсовета                                                         | Каменноостровский проспект, между домами 39 и 41, набережная Карповки                              | 0,85        |                                           |             |
| 16    | Дивенский сад                                                                           | между Дивенской улицей и Каменноостровским проспектом                                              | 0,53        |                                           |             |
| 17    | Сад дома Добберт (Штейнмана)                                                            | Большая Пушкарская улица, 14                                                                       |             | Объект культурного наследия № 7802465002, |             |
| 18    | Сад Дома ветеранов сцены                                                                | Петровский проспект, 13, улица Савиной, 1                                                          |             | Объект культурного наследия № 7810386014, |             |
| 19    | Сад дома Новинских                                                                      | Песочная набережная, 10                                                                            |             | Объект культурного наследия № 7802481003, |             |
| 20    | Сад домика Петра I                                                                      | Петровская набережная, 6                                                                           |             | Объект культурного наследия № 7810385004, |             |
| 21    | Сквер на Зверинской улице                                                               | угол Зверинской улицы и переулка Нестерова                                                         | 0,09        |                                           |             |
| 22    | Зеленинский сад                                                                         | между Ропшинской улицей и Чкаловским проспектом                                                    | 0,49        |                                           |             |
| 23    | Сад Института экспериментальной медицины                                                | улица Академика Павлова, 9, 12                                                                     |             | Объект культурного наследия № 7810352014, |             |
| 24    | Сад Иоанновского монастыря                                                              | набережная Карповки, 45, Иоанновский переулок, улица Профессора Попова                             |             | Объект культурного наследия № 7802222003, |             |
| 25    | Сквер на Каменноостровском проспекте                                                    | между Каменноостровским проспектом, Кронверкским проспектом и Троицкой площадью                    | 1,26        |                                           |             |
| 26    | Сквер на Каменноостровском проспекте                                                    | у пересечения с Песочной набережной                                                                | 1,4         |                                           |             |
| 27    | Парк Каменноостровского дворца                                                          | между набережной Малой Невки, набережной Большой Невки и Каменноостровским проспектом              |             | Объект культурного наследия № 7810383001, |             |
| 28    | Князь-Владимирский сквер                                                                | между проспектом Добролюбова, улицей Блохина, Большим проспектом П.С. и Храмовым переулком         | 1,13        | Объект культурного наследия № 7810361002, |             |
| 29    | Колпинский сад                                                                          | между Колпинской улицей и Малым проспектом П.С.                                                    | 0,22        |                                           |             |
| 30    | Сквер Красного Курсанта                                                                 | Малый проспект П.С. между улицей Красного Курсанта и Съезжинским переулком                         | 0,3         |                                           |             |
| 31    | Сквер на Кронверкской набережной                                                        | Кронверкская набережная от Троицкого моста до Иоанновского моста                                   | 0,41        |                                           |             |
| 32    | Кропоткинский сквер                                                                     | между улицей Кропоткина, Кронверкской улицей, улицей Воскова и улицей Ленина                       | 0,12        |                                           |             |
| 33    | Сквер на улице Куйбышева                                                                | улица Куйбышева, между домами 28 и 30                                                              | 0,06        |                                           |             |
| 34    | Сквер на Левашовском проспекте                                                          | угол Левашовского проспекта и Подрезовой улицы                                                     | 0,14        |                                           |             |
| 35    | Лодейнопольский сквер                                                                   | угол Лодейнопольской улицы и Большой Зелениной улицы                                               | 0,1         |                                           |             |
| 36    | Лопухинский сад                                                                         | между улицей Академика Павлова, Каменноостровским проспектом и Малой Невкой                        | 5,7         | Объект культурного наследия № 7800000072, |             |
| 37    | Сквер на Малой Посадской улице                                                          | Малая Посадская улица, 11, угол Мичуринской улицы                                                  | 0,05        |                                           |             |
| 38    | Сквер на Малой Пушкарской улице                                                         | Малая Пушкарская улица, на пересечении с Пушкарским переулком                                      | 0,1         |                                           |             |
| 39    | Матвеевский сад (Калининский сад)                                                       | между Большой Пушкарской улицей, улицей Ленина, Матвеевским переулком и Кронверкской улицей        | 1,12        |                                           |             |
| 40    | Сквер на Мичуринской улице                                                              | Мичуринская улица, 7                                                                               | 0,05        |                                           |             |
| 41    | Сквер на Мичуринской улице                                                              | Мичуринская улица, 8                                                                               |             |                                           |             |
| 42    | Сквер на Мичуринской улице                                                              | Мичуринская улица, 11, угол улицы Куйбышева                                                        | 0,06        |                                           |             |
| 43    | Сквер на Мичуринской улице                                                              | Мичуринская улица, между домами 11 и 19                                                            | 0,08        |                                           |             |
| 44    | Мытнинский сад                                                                          | на пересечении Провиантской улицы с проспектом Добролюбова                                         | 0,07        |                                           |             |
| 45    | Сквер у Нахимовского училища                                                            | угол Петровской и Петроградской набережной                                                         | 0,61        |                                           |             |
| 46    | Сад НИИ стоматологии и челюстно-лицевой хирургии                                        | Петроградская набережная, 44, со стороны улицы Чапаева                                             |             |                                           |             |
| 47    | Сквер у НИИ пульмонологии                                                               | улица Рентгена, 12                                                                                 |             |                                           |             |
| 48    | Сквер Низами                                                                            | Каменноостровский проспект, между домами 25 и 27                                                   | 1,39        |                                           |             |
| 49    | Ново-Ждановский сквер                                                                   | между Ждановской набережной, Петровским переулком и Ждановской улицей (против домов 31, 33)        | 0,33        |                                           |             |
| 50    | Ново-Ленинский сквер                                                                    | Большой проспект Петроградской стороны, у дома 62, улица Ленина, дом 20                            | 0,13        |                                           |             |
| 51    | Сквер у здания концерна «Океанприбор»                                                   | Чкаловский проспект, дом 46                                                                        | 0,15        |                                           |             |
| 52    | Ораниенбаумский сад                                                                     | между Ораниенбаумской улицей, Колпинским переулком и Чкаловским проспектом                         | 0,53        |                                           |             |
| 53    | Сад Ортопедического института                                                           | Александровский парк, 5                                                                            |             | Объект культурного наследия № 7810355004, |             |
| 54    | Сад Первого медицинского университета                                                   | улица Льва Толстого, 4—6, по улице и между корпусами                                               |             |                                           |             |
| 55    | Петровский парк                                                                         | по обе стороны Петровского проспекта                                                               | 6,5         | Объект культурного наследия № 7801098001, |             |
| 56    | Сквер на Петроградской набережной                                                       | Петроградская набережная, угол улицы Куйбышева                                                     | 0,07        |                                           |             |
| 57    | Сквер на Петрозаводской улице                                                           | Петрозаводская улица, у дома 5                                                                     | 0,13        |                                           |             |
| 58    | Петропавловская крепость: сад у архива Военного министерства                            | Петропавловская крепость, 14                                                                       |             | Объект культурного наследия № 7810390043, |             |
| 59    | Петропавловская крепость: сад при Великокняжеской усыпальнице                           | Петропавловская крепость                                                                           |             | Объект культурного наследия № 7810390042, |             |
| 60    | Петропавловская крепость: сад во дворе тюрьмы Трубецкого бастиона                       | Петропавловская крепость                                                                           |             | Объект культурного наследия № 7810390050, |             |
| 61    | Петропавловская крепость: сквер на «Плясовом поле»                                      | Петропавловская крепость, перед обер-офицерской гауптвахтой                                        |             | Объект культурного наследия № 7810390044, |             |
| 62    | Петропавловская крепость: скверы западного, северного и южного берегов Заячьего острова | Петропавловская крепость                                                                           |             | Объект культурного наследия № 7810390045, |             |
| 63    | Сквер на площади Академика Лихачёва                                                     | площадь Академика Лихачёва                                                                         | 0,22        |                                           |             |
| 64    | Подковыровский сад                                                                      | между улицей Подковырова, Большим проспектом П.С. и Полозовой улицей                               | 0,258       |                                           |             |
| 65    | Приморский парк Победы                                                                  | между Гребным каналом, Рюхиной улицей и Малой Невкой                                               | 115,64      | Объект культурного наследия № 7801101000, |             |
| 66    | Провиантский сквер                                                                      | на Мытнинской площади                                                                              | 0,09        |                                           |             |
| 67    | Пушкарский (Введенский) сад                                                             | между улицей Воскова, Большой Пушкарской улицей и Введенской улицей                                | 0,49        |                                           |             |
| 68    | Сквер у СК «Юбилейный»                                                                  | проспект Добролюбова, 18                                                                           | 1,39        |                                           |             |
| 69    | Старо-Ждановский сквер (Малый Петровский парк)                                          | между Ждановской набережной и Ждановской улицей (против домов 3, 5)                                | 0,45        | Объект культурного наследия № 7831130000, |             |
| 70    | Старо-Ленинский сквер                                                                   | на углу улицы Ленина и Чкаловского проспекта                                                       | 0,26        |                                           |             |
| 71    | Сквер Столыпина                                                                         | Аптекарская набережная, 6                                                                          | 0,06        |                                           |             |
| 72    | Парк «Тихий отдых»                                                                      | Каменный остров                                                                                    | 42,37       | Объект культурного наследия № 7801077001, |             |
| 73    | Сквер Товстоногова                                                                      | Троицкая площадь, 1, 3, 5, улица Куйбышева, 1, 3, Петровская набережная, 4 (внутри квартала)       | 1,12        |                                           |             |
| 74    | Сквер Тукая                                                                             | угол Кронверского проспекта (дом 73) и Зверинской улицы                                            | 0,09        |                                           |             |
| 75    | Сквер на Троицкой площади                                                               | между Петровской набережной и улицей Куйбышева                                                     | 2,95        | Объект культурного наследия № 7801103000, |             |
| 76    | Успенский сквер (сквер Князь-Владимирского собора)                                      | между проспектом Добролюбова, улицей Блохина, Храмовым переулком и переулком Талалихина            | 1,11        | Объект культурного наследия № 7810361001, |             |
| 77    | Сквер Фёдора Углова                                                                     | между улицей Рентгена и улицей Льва Толстого                                                       | 0,25        |                                           |             |
| 78    | Фруктовый сад                                                                           | между Морским проспектом, Еленинской улицей, Константиновским проспектом и Прожекторной улицей     | 1,47        |                                           |             |
| 79    | Центральный парк культуры и отдыха имени С. М. Кирова                                   | Елагин остров                                                                                      |             | Объект культурного наследия № 7810363012, |             |
| 80    | Сквер на Чкаловском проспекте                                                           | Чкаловский проспект, 31, угол Плуталовой улицы и Левашовского проспекта                            | 0,11        |                                           |             |
| 81    | Сквер Шевченко                                                                          | Площадь Шевченко                                                                                   | 1,02        |                                           |             |
| 82    | Сад «Аквариум»                                                                          | Каменноостровский проспект между домами 8 и 10                                                     |             |                                           |             |

### Петродворцовый район

#### Ломоносов
| Номер | Название                                        | Адрес | Площадь, га | Статус                                    | Изображение |
| ----- | ----------------------------------------------- | --- | ----------- | ----------------------------------------- | ----------- |
| 1     | Верхний парк                                    | между Краснофлотским шоссе, Дворцовым проспектом, Иликовским проспектом, Ямбургской/Новой дорогой и Ореховой аллеей | 160,00      | Объект культурного наследия № 7810305001, |             |
| 2     | Парк «Госпитальная дача»                        | между Краснофлотским шоссе, улицей Черникова и Гвардейской улицей                                                   | 7,43        |                                           |             |
| 3     | Парк дачи Максимова                             | Краснофлотское шоссе, 16                                                                                            | 8,56        | Объект культурного наследия № 7810309003, |             |
| 4     | Сад «Дача Шитта»                                | Госпитальная улица, 1                                                                                               | 0,96        | Объект культурного наследия № 7802054004, |             |
| 5     | Сад Летнего отделения Сухопутного госпиталя     | Краснопрудская улица                                                                                                |             | Объект культурного наследия № 7802066000, |             |
| 6     | Меншиковский сквер                              | между Дворцовым проспектом и Александровской улицей                                                                 | 10,02       |                                           |             |
| 7     | Нижний сад                                      | Дворцовый проспект, между домами 48 и 50                                                                            | 4,80        | Объект культурного наследия № 7810307016, |             |
| 8     | Петровский парк                                 | Дворцовый проспект, 48, восточная часть Верхнего парка                                                              | 15,00       | Объект культурного наследия № 7810305000, |             |
| 9     | Привокзальный сквер                             | между Петербургской улицей, улицей Рубакина и Привокзальной площадью                                                | 0,72        |                                           |             |
| 10    | Парк усадьбы адмирала С. К. Грейга «Санс-Эннуи» | Краснофлотское шоссе, 62                                                                                            |             | Объект культурного наследия № 7810311006, |             |
| 11    | Сквер усадьбы Дондуковых-Корсаковых             | улица Жоры Антоненко, между домами 8 и 12                                                                           | 0,44        | Объект культурного наследия № 7802044000, |             |
| 12    | Парк усадьбы Ратьковых-Рожновых «Дубки»         | между Краснофлотским шоссе, Центральной улицей, Кипенским лесничеством и улицей Черникова                           | 12,17       |                                           |             |
| 13    | Парк усадьбы Зубова «Отрада»                    | между Краснофлотским шоссе, Пригородной улицей, улицей Токарева и улицей Пулемётчиков                               | 10,35       | Объект культурного наследия № 7801210001, |             |
| 14    | Парк «Усадьба Мордвиновых»                      | улица Левитана, 2                                                                                                   | 52,56       | Объект культурного наследия № 7810308003, |             |

#### Петергоф
| Номер | Название                                                  | Адрес | Площадь, га | Статус                                    | Изображение |
| ----- | --------------------------------------------------------- | --- | ----------- | ----------------------------------------- | ----------- |
| 1     | Александровский парк (парк Зверинец)                      | между Санкт-Петербургским проспектом и линией ж/д                                                              | 138,17      | Объект культурного наследия № 7810416005, |             |
| 2     | Парк «Александрия»                                        | между Финским заливом, продолжением улицы Аврова, Санкт-Петербургским проспектом и улицей Чайковского          | 135,50      | Объект культурного наследия № 7810400024, |             |
| 3     | Английский парк                                           | между Санкт-Петербургским проспектом, бульваром Красных Курсантов, Заячьим проспектом и Блан-Менильской улицей | 110,09      | Объект культурного наследия № 7810401022, |             |
| 4     | Сад богадельни                                            | Петергофская улица, 4/2                                                                                        |             | Объект культурного наследия № 7802022003, |             |
| 5     | Верхний сад                                               | Петергоф | 15,00       | Объект культурного наследия № 7810406002, |             |
| 6     | Голицынский сквер                                         | между Самсониевской улицей, Санкт-Петербургским проспектом и Разводной улицей                                  | 1,54        |                                           |             |
| 7     | Сад дачи К. Н. Калмыкова                                  | переулок Ломоносова, 8/20                                                                                      |             | Объект культурного наследия № 7802021003, |             |
| 8     | Сад дачи Л. И. Крона                                      | между Золотой улицей, Пролётной улицей и улицей Морского Десанта                                               | 1           | Объект культурного наследия № 7801166001, |             |
| 9     | Парк дачи Разумовской                                     | Эйхенская улица, 1/3, Разводная улица, 5                                                                       |             | Объект культурного наследия № 7802016003, |             |
| 10    | Парк у Дома культуры и науки СПбГУ                        | между Ботанической, Ульяновской и Астрономической улицами                                                      | 27,70       |                                           |             |
| 11    | Сад дома Струкова                                         | между Лихардовской улицей, улицей Аврова и Санкт-Петербургским проспектом                                      | 1,59        | Объект культурного наследия № 7810418000, |             |
| 12    | Сад дома управляющего Петергофского дворцового управления | Самсониевская улица                                                                                            |             | Объект культурного наследия № 7801192000, |             |
| 13    | Парк Заячий Ремиз                                         | Петергоф, между Заячьим проспектом, р. Шингаркой и ж/д путями                                                  | 49,54       |                                           |             |
| 14    | Сад здания Офицерского собрания                           | Константиновская улица, 25                                                                                     |             | Объект культурного наследия № 7801155002, |             |
| 15    | Знаменский парк                                           | Знаменка, севернее Санкт-Петербургского шоссе, между улицей Чайковского и Морским переулком                    | 157,23      | Объект культурного наследия № 7810425044, |             |
| 16    | Колонистский парк                                         | между Царицинской улицей, улицей Бородавчева, Эрлеровским бульваром и Сампсониевским каналом                   | 14,97       | Объект культурного наследия № 7810403003, |             |
| 17    | парк Лейхтенбергского                                     | Ораниенбаумское шоссе, 2                                                                                       | 113,70      | Объект культурного наследия № 7810407000, |             |
| 18    | Луговой (Озерковый) парк                                  | между линией Балтийской ж/д, улицей Братьев Горкушенко и Старопетергофским каналом                             | 305,01      | Объект культурного наследия № 7810404011, |             |
| 19    | Михайловский парк                                         | Михайловка, севернее Санкт-Петербургского шоссе между р. Шинкаркой и улицей Крылова                            | 118,60      | Объект культурного наследия № 7810424017, |             |
| 20    | Сад Мужской гимназии                                      | Санкт-Петербургский проспект, 43                                                                               |             | Объект культурного наследия № 7802010002, |             |
| 21    | Нижний парк                                               | Петергоф | 120,00      | Объект культурного наследия № 7810406021, |             |
| 22    | Парк «Собственная дача»                                   | севернее Ораниенбаумского шоссе                                                                                | 65,8        | Объект культурного наследия № 7810421010, |             |
| 23    | Сад усадьбы Белей                                         | Заячий Ремиз, Садовая улица, 24                                                                                | 2,35        | Объект культурного наследия № 7801181004, |             |
| 24    | Сад усадьбы А. Гейрота                                    | Царицынская улица, 1                                                                                           | 0,18        | Объект культурного наследия № 7802034003, |             |
| 25    | Парк усадьбы принца П. Г. Ольденбургского                 | между Ораниенбаумским шоссе, Троицким ручьём и Финским заливом                                                 | 21,79       | Объект культурного наследия № 7802014002, |             |
| 26    | Парк в Фабричном овраге                                   | между Ленинградской и Фабричной улицами                                                                        |             | Объект культурного наследия № 7810422003, |             |

#### Стрельна
| Номер | Название                     | Адрес                                                                                       | Площадь, га | Статус                                    | Изображение |
| ----- | ---------------------------- | ------------------------------------------------------------------------------------------- | ----------- | ----------------------------------------- | ----------- |
| 1     | Константиновский парк        | Стрельна                                                                                    |             | Объект культурного наследия № 7810426045, |             |
| 2     | Парк Львовского дворца       | Стрельна, Санкт-Петербургское шоссе, 69                                                     | 3,07        | Объект культурного наследия № 7801145003, |             |
| 3     | Орловский парк               | Стрельна, между Санкт-Петербургским шоссе, Фронтовой улицей и Орловским прудом              | 7,19        | Объект культурного наследия № 7810430016, |             |
| 4     | Сад Троице-Сергиевой пустыни | Санкт-Петербургское шоссе, 15, севернее и восточнее монастыря                               |             | Объект культурного наследия № 7810427015, |             |
| 5     | Шунгеровский лесопарк        | между Волхонским шоссе, Красносельским шоссе и р. Кикенка                                   | 333,20      |                                           |             |
| 6     | Сквер Юрия Инге              | между Санкт-Петербургским шоссе, Орловской улицей, Слободской улицей и Стрельнинской улицей | 0,91        |                                           |             |

### Приморский район
| Номер | Название                                                         | Адрес | Площадь, га | Статус                                               | Изображение |
| ----- | ---------------------------------------------------------------- | --- | ----------- | ---------------------------------------------------- | ----------- |
| 1     | Сад у 3-го Елагина моста                                         | между Приморским проспектом и р. Большая Невка                                                               | 1,22        |                                                      |             |
| 2     | Парк 300-летия Санкт-Петербурга                                  | между Финским заливом и Приморским проспектом                                                                | 54,68       |                                                      |             |
| 3     | Сквер у Администрации Приморского района                         | улица Савушкина, 83                                                                                          | 1,3         |                                                      |             |
| 4     | Сад буддийского храма                                            | Приморский проспект, 91                                                                                      | 1,00        | Объект культурного наследия № 7810437003,            |             |
| 5     | Вокзальный сквер                                                 | между Приморским шоссе, Приморской улицей и Михайловской улицей                                              | 0,79        |                                                      |             |
| 6     | Головинский сад                                                  | Выборгская набережная, 63                                                                                    |             | Объект культурного наследия № 7810431002,            |             |
| 7     | Гутовский сквер                                                  | между домами 80 и 82 (ВНИПИЭТ) по улице Савушкина и Приморским проспектом                                    | 0,25        |                                                      |             |
| 8     | Сад дачи Шишмарёва (Колюбакина)                                  | Приморский проспект, 87                                                                                      |             | Объект культурного наследия № 7810436003,            |             |
| 9     | Долгоозёрный сквер                                               | Долгоозёрная улица, между проспектом Королёва и Планерной улицей                                             | 6,99        |                                                      |             |
| 10    | Сад у бывшего кинотеатра «Юность»                                | между Шишмарёвским переулком, улицей Савушкина и улицей Академика Шиманского                                 | 2,6         |                                                      |             |
| 11    | Сад на месте последней дуэли А. С. Пушкина                       | между Коломяжским проспектом и ж/д путями                                                                    | 5,03        | Объект культурного наследия № 7810433000,            |             |
| 12    | Сквер на набережной Чёрной речки                                 | между набережной Чёрной речки, Ланским шоссе и Торжковской улицей                                            | 1,74        |                                                      |             |
| 13    | Сад у метро «Чёрная речка» (включает сад усадьбы Салтыковых)     | между улицей Академика Крылова и Приморским проспектом                                                       | 2,55        |                                                      |             |
| 14    | Сквер Маргелова                                                  | между Приморским проспектом (дома 79 - 87) и улицей Савушкина                                                | 0,94        |                                                      |             |
| 15    | Мартыновский сквер                                               | между Парашютной улицей, Долгоозёрной улицей и Мартыновской улицей                                           | 7,89        |                                                      |             |
| 16    | Сквер Мациевича                                                  | Аэродромная улица, между домами 11/1 и 13/1                                                                  | 1,67        |                                                      |             |
| 17    | Ново-Орловский лесопарк                                          | между линией ж/д, Дорогой в Каменку, Парашютной улицей и Орловским карьером                                  | 148,90      |                                                      |             |
| 18    | Новосибирский сквер                                              | Новосибирская улица, от домов 11 и 12 до улицы Матроса Железняка                                             | 0,73        |                                                      |             |
| 19    | Парк «Озеро Долгое»                                              | между проспектом Королёва, Ольховой улицей, улицей Маршала Новикова, Парашютной улицей и Долгоозёрной улицей | 9,04        |                                                      |             |
| 20    | Сквер у памятника героям-летчикам                                | улица Савушкина, между домами 64 и 66                                                                        |             |                                                      |             |
| 21    | Парк у Петровского пруда                                         | Лахта |             |                                                      |             |
| 22    | Пионерский сад                                                   | между Сердобольской улицей и Студенческой улицей                                                             | 3,45        |                                                      |             |
| 23    | Сквер на Приморском проспекте                                    | Приморский проспект, между домами 14 и 22                                                                    | 1,00        |                                                      |             |
| 24    | Строгановский сад                                                | между Ушаковской набережной и Чёрной речкой                                                                  | 4,64        |                                                      |             |
| 25    | Парк Удельного земледельческого училища                          | Фермское шоссе, 34А                                                                                          |             | Объект культурного наследия № 7802492003,            |             |
| 26    | Удельный парк                                                    | между проспектом Энгельса, проспектом Испытателей, Шаровой улицей, улицей Аккуратова и Фермским шоссе        | 151,53      | памятник архитектуры (вновь выявленный объект) [ 5 ] |             |
| 27    | Парк усадьбы Орловых-Денисовых (усадьбы генерала А. П. Никитина) | Главная улица, 32                                                                                            | 2,68        | Объект культурного наследия № 7810432002,            |             |
| 28    | Сад усадьбы Салтыковых                                           | улица Академика Крылова, 4                                                                                   | 0,5         | Объект культурного наследия № 7801232002,            |             |
| 29    | Юнтоловский заказник                                             | между реками Чёрная, Юнтоловка и Каменка. Включает озеро Лахтинский разлив                                   | 306,70      |                                                      |             |
| 30    | Северо-Приморский лесопарк                                       | от Ольгина до Лисьего носа                                                                                   |             |                                                      |             |

### Пушкинский район

#### Павловск
| Номер | Название                                  | Адрес | Площадь, га | Статус                                    | Изображение |
| ----- | ----------------------------------------- | --- | ----------- | ----------------------------------------- | ----------- |
| 1     | Парк «Александрова Дача»                  | улица Мичурина | 27,25       | Объект культурного наследия № 7810343002, |             |
| 2     | Сад богадельни Куракиных                  | улица Просвещения, 3 | 0,45        |                                           |             |
| 3     | Сад дачи А. П. Брюллова                   | Елизаветинская улица, 2 | 0,99        | Объект культурного наследия № 7810340002, |             |
| 4     | Парк дачи Ю. П. Самойловой                | Павловское шоссе, у дома 10 | 13,49       | Объект культурного наследия № 7810350002, |             |
| 5     | Сквер на Детскосельской улице             | Детскосельская улица, против дома 15                                                                                               | 0,41        |                                           |             |
| 6     | Парк «Мариенталь»                         | между Садовой улицей, улицей Красного Курсанта, Мариинской улицей, Елизаветинской улицей, Госпитальной улицей и улицей Просвещения | 35,42       | Объект культурного наследия № 7810346010, |             |
| 7     | Сад «Миранда»                             | между Садовой улицей и Берёзовой улицей                                                                                            | 4,3         |                                           |             |
| 8     | Павловский дворцово-парковый ансамбль     | Садовая улица | 600         | Объект культурного наследия № 7810339000, |             |
| 9     | Сквер Победы                              | улица Мичурина, между Медвежьим переулком и Гуммолосаровской улицей                                                                | 0,79        |                                           |             |
| 10    | Привокзальный сквер                       | на пересечении Слуцкой улицы и Садовой улицы                                                                                       | 0,49        |                                           |             |
| 11    | Сад на углу Садовой и Детскосельской улиц | между Садовой и Детскосельской улицами                                                                                             | 2,13        |                                           |             |

#### Пушкин
| Номер | Название                                      | Адрес                                                                                          | Площадь, га | Статус                                    | Изображение |
| ----- | --------------------------------------------- | ---------------------------------------------------------------------------------------------- | ----------- | ----------------------------------------- | ----------- |
| 1     | Александровский парк                          | между Фермской дорогой, Дворцовой улицей, Подкапризной дорогой и дорогой на Александровку      | 120.        | Объект культурного наследия № 7810445000, |             |
| 2     | Баболовский парк                              | между дорогой на Александровку, Красносельским шоссе и границей посёлка Александровская        | 280,13      | Объект культурного наследия № 7810444000, |             |
| 3     | Сад Большой оранжереи                         | Садовая улица, 14                                                                              |             | Объект культурного наследия № 7810481002, |             |
| 4     | Буферный (Районный) парк                      | между Петербургским шоссе, Детскосельским бульваром, Железнодорожной улицей и рекой Кузьминкой | 54,6647     |                                           |             |
| 5     | Парк дачи Великого князя Бориса Владимировича | Московское шоссе, 11                                                                           |             | Объект культурного наследия № 7810460009, |             |
| 6     | Сад дачи З. И. Юсуповой                       | Павловское шоссе, 10, 12                                                                       |             | Объект культурного наследия № 7810460016, |             |
| 7     | Сад дачи Я. Китаева                           | Пушкинская улица, 2, Дворцовая улица, 19                                                       |             | Объект культурного наследия № 7810470000, |             |
| 8     | Сад Дворцового госпиталя                      | между Госпитальной улицей, Московским переулком и Софийским бульваром                          |             | Объект культурного наследия № 7800000084, |             |
| 9     | Детский парк                                  | между Октябрьским бульваром, Софийским бульваром и Широкой улицей                              | 3,24        |                                           |             |
| 10    | Сквер у Дома молодёжи                         | Магазейная улица, от Леонтьевской до Оранжерейной улицы                                        | 4,95        |                                           |             |
| 11    | Сад дома Олениных                             | между Пушкинской и Дворцовой улицей                                                            | 0,32        |                                           |             |
| 12    | Сад дома Л.-В. Теппера де Фергюсона           | Средняя улица, 4                                                                               |             | Объект культурного наследия № 7810487002, |             |
| 13    | Сад у Египетских ворот                        | между Октябрьским бульваром, Школьной улицей и Академическим проспектом                        | 8,21        |                                           |             |
| 14    | Екатерининский парк                           | между Садовой улицей, Парковой улицей и Подкапризной дорогой                                   | 107.        | Объект культурного наследия № 7810447159, |             |
| 15    | Сад Запасного дворца                          | Садовая улица, 22                                                                              | 2,13        | Объект культурного наследия № 7810484003, |             |
| 16    | Лицейский сад                                 | между Садовой, Средней и Дворцовой улицами и Лицейским переулком                               | 2,07        | Объект культурного наследия № 7810475002, |             |
| 17    | Сад Николаевской гимназии                     | Набережная улица, 12-20                                                                        |             | Объект культурного наследия № 7810465004, |             |
| 18    | Сад особняка В. В. Гудовича                   | Парковая улица, 18                                                                             |             | Объект культурного наследия № 7802284000, |             |
| 19    | Сад особняка В. П. Кочубея                    | улица Радищева, 4                                                                              |             | Объект культурного наследия № 7810474003, |             |
| 20    | Отдельный (Нижний) парк                       | между Московским шоссе, Софийским бульваром, Павловским шоссе и линией Витебской ж/д           | 91,96       | Объект культурного наследия № 7810460020, |             |
| 21    | Сквер на Привокзальной площади                | Привокзальная площадь                                                                          | 1,04        | Объект культурного наследия № 7810469004, |             |
| 22    | Соборный сквер                                | Соборная площадь                                                                               | 3,44        |                                           |             |
| 23    | Сквер у Софийского собора                     | Софийская площадь                                                                              |             | Объект культурного наследия № 7810485002, |             |
| 24    | Фермский парк                                 | между Фермской дорогой и Дворцовой улицей                                                      | 7,97        | Объект культурного наследия № 7810445080, |             |
| 25    | Сад церкви Святого Иоанна                     | Дворцовая улица, 15                                                                            |             | Объект культурного наследия № 7810446002, |             |
| 26    | Фермский сад                                  | на пересечении Дворцовой ул. и Фермской дороги                                                 | 8,0543      |                                           |             |
| 27    | Жуковско-Волынский сквер                      | на Софийском бульваре от Жуковско-Волынской ул. до ул. Глинки                                  | 2,6872      |                                           |             |
| 28    | Конюшенный сквер                              | на Средней ул. между Оранжерейной ул. и Набережной ул.                                         | 0,88        |                                           |             |
| 29    | Ожаровский сквер                              | на пересечении Московского шоссе и ул. Чистякова                                               | 0,42        |                                           |             |
| 30    | парк Мариенталь                               | между Садовой ул., ул.Красного Курсанта, Мариинской ул. и Елизаветинской ул.                   | 35,42       |                                           |             |
| 31    | сад Миранда                                   | на пересечении Садовой ул. и Берёзовой ул.                                                     | 4,1371      |                                           |             |
| 32    | сквер Победы                                  | на ул. Мичурина между Медвежьим пер. и Гуммолосаровской ул.                                    | 0,79        |                                           |             |
| 33    | Привокзальный сквер                           | на пересечении Слуцкой ул. и Садовой ул.                                                       | 0,49        |                                           |             |
| 34    | парк Александрова Дача                        | между ул. Мичурина и ул. Правды                                                                | 0,32        |                                           |             |
| 35    | Фридентальский сквер                          | на Московском шоссе между Софийским бульваром и ул. Чистякова                                  | 0,78        |                                           |             |
| 36    | сквер Фонтан                                  | на пересечении Конюшенной ул. и Магазейной ул.                                                 | 0,05        |                                           |             |
| 37    | парк дачи Самойловой                          | на Павловском шоссе у д.10                                                                     | 13,49       |                                           |             |
| 38    | Кочубеевский сад                              | на Садовой ул. у д.22                                                                          | 2,13        |                                           |             |
| 39    | сад дачи Синевой                              | юго-восточнее д. 27 по Московскому шоссе                                                       | 0,49        |                                           |             |
| 40    | сквер Николая Ивасюка                         | на Первомайской ул. северо-западнее д. 1                                                       | 0,46        |                                           |             |
| 41    | парк Дальняя Рогатка                          | юго-восточнее пересечения Петербургского шоссе и Пулковского шоссе                             | 12,27       |                                           |             |

### Фрунзенский район
| Номер | Название                                           | Адрес                                                                                          | Площадь, га | Статус | Изображение |
| ----- | -------------------------------------------------- | ---------------------------------------------------------------------------------------------- | ----------- | ------ | ----------- |
| 1     | Альпийский сквер                                   | Будапештская улица, между домами 62 и 66 к. 1                                                  | 2,43        |        |             |
| 2     | Будапештский сквер                                 | между Будапештской улицей, Пловдивской улицей и Малой Каштановой аллеей                        |             |        |             |
| 3     | Сквер Воинов-Освободителей                         | между улицей Димитрова, Бухарестской улицей, Дунайским проспектом и Загребским бульваром       | 25,11       |        |             |
| 4     | Воронежский сад                                    | между Прилукской улицей и Воронежской улицей                                                   | 1,27        |        |             |
| 5     | Парк Героев-Пожарных (Купчинские карьеры)          | между Софийской улицей, Бухарестской улицей, улицей Димитрова и Южным шоссе                    | 54,56       |        |             |
| 6     | Сад детской больницы № 5 им. Н. Ф. Филатова        | Бухарестская улица, 134, Моравский переулок, улица Ярослава Гашека                             |             |        |             |
| 7     | Сквер Димитрова                                    | улица Димитрова, у пересечения с Купчинской улицей                                             | 1,43        |        |             |
| 8     | Парк Интернационалистов                            | между Южным шоссе, проспектом Славы и Бухарестской улицей                                      | 29,02       |        |             |
| 9     | Сквер у клуба «Метро»                              | между Лиговским проспектом, 174 и Прилукской улицей                                            | 0,25        |        |             |
| 10    | Сквер у Круглого озера                             | между Малой Карпатской улицей, 23, 25, и Карпатской улицей                                     | 3,3         |        |             |
| 11    | Новокаменный сад                                   | между набережной Обводного канала и Воронежской улицей                                         | 0,16        |        |             |
| 12    | Сквер у памятника маршалу Жукову                   | проспект Славы, между домами 24, 26 корпус 1 и 30                                              | 0,66        |        |             |
| 13    | Плодовый сад                                       | проспект Славы, д. 64                                                                          | 4,42        |        |             |
| 12    | Сквер у Санкт-Петербургского социального техникума | Расстанная улица, д. 20                                                                        | 0,22        |        |             |
| 14    | Сквер у стелы добровольцам 3-й Фрунзенской дивизии | проспект Славы, между домами 8 и 12                                                            | 0,71        |        |             |
| 15    | Фёдоровский сквер                                  | между Бухарестской улицей, Загребским бульваром, улицей Ярослава Гашека и Дунайским проспектом | 10,04       |        |             |
| 16    | Филатовский сквер                                  | Малая Карпатская улица, между Моравским переулком и улицей Ярослава Гашека                     | 1,05        |        |             |
| 17    | Яблоневый сад                                      | между Белградской улицей и улицей Турку                                                        | 14,8        |        |             |

### Центральный район
| Номер | Название                                                     | Адрес                                                                              | Площадь, га | Статус                                               | Изображение |
| ----- | ------------------------------------------------------------ | ---------------------------------------------------------------------------------- | ----------- | ---------------------------------------------------- | ----------- |
| 1     | Лазаревский сквер                                            | между площадью Александра Невского, проспектом Обуховской Обороны и р. Монастыркой | 0,37        |                                                      |             |
| 2     | Александро-Невская лавра: сад главного двора                 | Александро-Невская лавра                                                           |             | Объект культурного наследия № 7810593100,            |             |
| 3     | Александро-Невская лавра: Митрополичий сад                   | Александро-Невская лавра                                                           |             | Объект культурного наследия № 7810593007,            |             |
| 4     | Александровский институт: сад                                | Смольная набережная                                                                |             | Объект культурного наследия № 7810657003,            |             |
| 5     | Александровский институт: сквер перед институтом             | улица Смольного, 3                                                                 |             | Объект культурного наследия № 7810657004,            |             |
| 6     | Сад Аничкова дворца                                          | Невский проспект, 39, площадь Островского                                          |             | Объект культурного наследия № 7810614012,            |             |
| 7     | Сад у Архива Государственного совета                         | Миллионная улица, между домами 36 и 38                                             |             |                                                      |             |
| 8     | Сады Ассигнационного банка                                   | Садовая улица, 21, набережная канала Грибоедова, 30-32                             |             | Объект культурного наследия № 7810647000,            |             |
| 9     | Сквер на улице Белинского                                    | между Моховой улицей, улицей Белинского и набережной р. Фонтанки                   | 0,05        |                                                      |             |
| 10    | Бунинский сквер                                              | Бородинская улица, между домами 2 и 6                                              | 0,26        |                                                      |             |
| 11    | Сад Владимирского собора                                     | Владимирский проспект, 20                                                          |             | Объект культурного наследия № 7802164004,            |             |
| 12    | Воронихинский сквер                                          | Казанская улица, 3                                                                 | 0,51        | Объект культурного наследия № 7810539003,            |             |
| 13    | Сад Воронцовского дворца                                     | Садовая улица, 26                                                                  |             | Объект культурного наследия № 7810648004,            |             |
| 14    | Сквер на улице Восстания                                     | улица Восстания, между Ковенским и Озерным переулками                              |             |                                                      |             |
| 15    | Сквер Галины Старовойтовой                                   | на углу Суворовского проспекта и улицы Моисеенко                                   | 0,33        |                                                      |             |
| 16    | Греческий сквер                                              | между 3-й Советской улицей, Греческим проспектом и 2-й Советской улицей            | 0,15        |                                                      |             |
| 17    | Дмитровский сквер («Эльфовский садик»)                       | на углу Стремянной улицы и Дмитровского переулка                                   | 0,09        |                                                      |             |
| 18    | Сад дома Барятинских (Великой княгини Ольги Александровны)   | улица Чайковского, 46-48                                                           |             | Объект культурного наследия № 7810687002,            |             |
| 19    | Сад дома Дубянских (Н. В. Зиновьева, графини Н. Ф. Карловой) | набережная р. Фонтанки, 46                                                         | 0,13        | Объект культурного наследия № 7810673003,            |             |
| 20    | Сад дома И. В. Пашкова (дома Департамента уделов)            | Литейный проспект, между домами 35 и 37-39                                         | 0,24        | Объект культурного наследия № 7810556003,            |             |
| 21    | Сад дома Петрово-Соловово (З. Н. Юсуповой)                   | Невский проспект, 86                                                               |             | Объект культурного наследия № 7810621002,            |             |
| 22    | Сад дома Н. В. Спиридонова                                   | Фурштатская улица, 58                                                              |             | Объект культурного наследия № 7810683003,            |             |
| 23    | Сад дома страхового общества «Россия»                        | Моховая улица, 27-29                                                               |             | Объект культурного наследия № 7802164004,            |             |
| 24    | Сад дружбы                                                   | Литейный проспект, между домами 13 и 17-19                                         | 0,31        |                                                      |             |
| 25    | Екатерининский сквер                                         | площадь Островского                                                                | 0,99        | Объект культурного наследия № 7800756000,            |             |
| 26    | Сквер на Загородном проспекте                                | Загородный проспект, между домами 15 и 17                                          | 0,05        |                                                      |             |
| 27    | Звенигородский сквер                                         | на углу Звенигородской улицы и улицы Марата                                        | 0,11        | памятник архитектуры (вновь выявленный объект) [ 5 ] |             |
| 28    | Зимний дворец: сад во внутреннем дворе                       | Дворцовая площадь                                                                  |             |                                                      |             |
| 29    | Зимний дворец: Собственный (Разводной) сад                   | между Дворцовой набережной, Дворцовым проездом и Дворцовой площадью                | 1,09        | Объект культурного наследия № 7810514005,            |             |
| 30    | Инженерный сквер                                             | между Садовой улицей, Замковой улицей и Кленовой улицей                            | 1,05        | Объект культурного наследия № 7810641000,            |             |
| 31    | Итальянский сад (сад Екатерининского института)              | Литейный проспект, 57 (двор)                                                       | 1,19        | Объект культурного наследия № 7810671002,            |             |
| 32    | Казанский сквер                                              | между Невским проспектом и Казанским собором                                       | 0,43        | Объект культурного наследия № 7810539002,            |             |
| 33    | Сад казарм Преображенского полка (сад Салтыкова-Щедрина)     | Кирочная улица, между домами 31 и 37                                               | 1,01        | Объект культурного наследия № 7810652000,            |             |
| 34    | Калужский сквер                                              | угол Калужского переулка и Мариинского проезда                                     | 0,49        |                                                      |             |
| 35    | Сквер «Кикины палаты»                                        | между Шпалерной улицей, Ставропольской улицей и Таврическим переулком              | 1,2         |                                                      |             |
| 36    | Сквер на улице Константина Заслонова                         | между улицей Константина Заслонова, 26 и Боровой улицей, 32                        | 0,08        |                                                      |             |
| 37    | Летний сад                                                   | между Дворцовой набережной, Лебяжьей канавкой, набережной р. Мойки и р. Фонтанкой  |             | Объект культурного наследия № 7810549123,            |             |
| 38    | Сад на Литейном проспекте                                    | Литейный проспект, 6                                                               | 0,09        |                                                      |             |
| 39    | Ломоносовский сквер                                          | площадь Ломоносова                                                                 | 0,2         | Объект культурного наследия № 7800727000,            |             |
| 40    | Мамкин сад                                                   | набережная р. Мойки, 50, за корп. 1, 2 РГПУ им. Герцена                            |             | Объект культурного наследия № 7810587013,            |             |
| 41    | Сквер Маневича                                               | между домом 7 по Щербакову переулку и домом 21 по улице Рубинштейна                | 0,18        |                                                      |             |
| 42    | Сад Мариинской больницы                                      | Литейный проспект, 56                                                              |             | Объект культурного наследия № 7810559005,            |             |
| 43    | Марсово поле                                                 | между набережной р. Мойки, набережной Лебяжьей канавки и Миллионной улицей         | 10,39       | Объект культурного наследия № 7810570003,            |             |
| 44    | Сад вокруг Михайловского замка                               | между р. Мойкой, Садовой улицей, Замковой улицей и р. Фонтанкой                    | 1,67        | Объект культурного наследия № 7810640013,            |             |
| 45    | Михайловский сад                                             | между Садовой улицей, р. Мойкой и набережной канала Грибоедова                     | 10          | Объект культурного наследия № 7810526009,            |             |
| 46    | Михайловский сквер                                           | площадь Искусств                                                                   | 1,59        | Объект культурного наследия № 7810528000,            |             |
| 47    | Сквер на набережной р. Мойки                                 | набережная р. Мойки, от 1-го Садового моста до 2-го Садового моста                 | 0,33        |                                                      |             |
| 48    | Сад Мраморного дворца                                        | Миллионная улица, 5, Дворцовая набережная, 6                                       |             | Объект культурного наследия № 7810578004,            |             |
| 49    | Сад музейного комплекса «Вселенная воды»                     | Шпалерная улица, 56                                                                |             | памятник архитектуры (вновь выявленный объект) [ 5 ] |             |
| 50    | Сад музея Суворова                                           | Кирочная улица, 43                                                                 |             | Объект культурного наследия № 7810653003,            |             |
| 51    | Сад на Неве                                                  | Смольная набережная, севернее Орловской улицы                                      | 2,85        |                                                      |             |
| 52    | Ново-Манежный сквер                                          | Манежная площадь                                                                   | 0,31        | Объект культурного наследия № 7800360000,            |             |
| 53    | Овсянниковский сад                                           | между проспектом Бакунина, 3-й Советской, Мытнинской и Старорусской улицами        | 2,32        | памятник архитектуры (вновь выявленный объект) [ 5 ] |             |
| 54    | Сад особняка И. К. Мясникова                                 | улица Восстания, 45, угол Сапёрного переулка                                       |             | Объект культурного наследия № 7802154003,            |             |
| 55    | Сад Павловского института                                    | улица Восстания, 8                                                                 | 0,29        | Объект культурного наследия № 7802351002,            |             |
| 56    | Сквер у памятника А. А. Брусилову                            | между Шпалерной улицей и домом 39 по Таврической улице                             | 0,09        |                                                      |             |
| 57    | Сквер у памятника Джамбулу Джабаеву                          | переулок Джамбула, между домами 14 и 16/25                                         | 0,08        |                                                      |             |
| 58    | Сквер у памятника Ф. Э. Дзкржинскому                         | Шпалерная улица, 62, угол Кавалергардской улицы                                    |             |                                                      |             |
| 59    | Сквер у памятника В. В. Маяковскому                          | на углу улицы Некрасова и улицы Маяковского                                        | 0,11        |                                                      |             |
| 60    | Сад парадного двора Воспитательного дома                     | набережная р. Мойки, 52, корп. 1 РГПУ им. Герцена                                  |             | Объект культурного наследия № 7810587020,            |             |
| 61    | Сад парадного двора дворца К. Г. Разумовского                | набережная р. Мойки, 48, корп. 5 РГПУ им. Герцена                                  |             | Объект культурного наследия № 7810587021,            |             |
| 62    | Сад парадного двора дома Г. Х. Штегельмана                   | набережная р. Мойки, 50, корп. 2 РГПУ им. Герцена                                  |             | Объект культурного наследия № 7810587022,            |             |
| 63    | Сад парадного двора Михайловского дворца                     | Инженерная улица, 4                                                                |             | Объект культурного наследия № 7810526010,            |             |
| 64    | Сад парадного двора Таврического дворца                      | Шпалерная улица, 47                                                                |             | Объект культурного наследия № 7810689010,            |             |
| 65    | Сквер на площади Растрелли                                   | площадь Растрелли                                                                  | 0,19        |                                                      |             |
| 66    | Сад подворья Шестоковского Вознесенского женского монастыря  | Старорусская улица, 8А                                                             | 0,1         |                                                      |             |
| 67    | Сад «Прудки» (Греческий сад)                                 | на углу Греческого проспекта и улицы Некрасова                                     | 1,68        | Объект культурного наследия № 7802494002,            |             |
| 68    | Пушкинский сквер                                             | на пересечении Пушкинской улицы и Лиговского переулка                              | 0,1         | памятник архитектуры (вновь выявленный объект) [ 5 ] |             |
| 69    | Рождественский сквер                                         | на пересечении 6-й Советской улицы и Красноборского переулка                       | 0,15        |                                                      |             |
| 70    | Сад («старый») РГПУ им. Герцена                              | Казанская улица, между домами 3 и 5                                                | 1,89        |                                                      |             |
| 71    | Сад Сан-Галли (Сангальский сад)                              | Лиговский проспект, между домами 62-64 до дома 62 по улице Черняховского           | 1,32        | Объект культурного наследия № 7810550003,            |             |
| 72    | Сад Санкт-Петербургской духовной семинарии                   | набережная Обводного канала, 17                                                    |             | Объект культурного наследия № 7802501009,            |             |
| 73    | Смольный институт: сад                                       | Смольная набережная                                                                |             | Объект культурного наследия № 7810654007,            |             |
| 74    | Смольный институт: сад парадного двора                       | Смольный проезд, 1                                                                 |             | Объект культурного наследия № 7810654008,            |             |
| 75    | Смольный институт: сад-партер                                | площадь Пролетарской Диктатуры, аллея Смольного                                    | 4,65        | Объект культурного наследия № 7810654010,            |             |
| 76    | Смольный монастырь: сад в монастырском дворе                 | улица Смольного, 1                                                                 |             | Объект культурного наследия № 7810656004,            |             |
| 77    | Смольный монастырь: сад перед монастырём                     | между площадью Растрелли, улицей Смольного и переулком Кваренги                    | 3,97        | Объект культурного наследия № 7810656004,            |             |
| 78    | Смольный монастырь: «старый» сад                             | Смольная набережная                                                                | 3,69        | Объект культурного наследия № 7810656005,            |             |
| 79    | Сквер Соловьева-Седого                                       | Невский проспект, между домами 148А и 150                                          |             |                                                      |             |
| 80    | Сад Даниила Гранина                                          | между Соляным переулком, Гангутской улицей и Гагаринской улицей                    | 0,63        |                                                      |             |
| 81    | Сад Спасо-Преображенского собора                             | Преображенская площадь, 1                                                          |             | Объект культурного наследия № 7810634002,            |             |
| 82    | Старо-Манежный сад                                           | Манежная площадь, 6                                                                | 0,16        | Объект культурного наследия № 7800359000,            |             |
| 83    | Сад Старообрядческой общины поморского согласия              | Тверская улица, 8                                                                  |             | Объект культурного наследия № 7802507004,            |             |
| 84    | Таврический сад                                              | между Кирочной, Потёмкинской, Шпалерной и Таврической улицами                      | 19,61       | Объект культурного наследия № 7810689011,            |             |
| 85    | Сад третьей Санкт-Петербургской гимназии                     | Гагаринская улица, 21-23 (Соляной переулок, 12)                                    |             | Объект культурного наследия № 7802172002,            |             |
| 86    | Сад усадьбы А. Х. Пеля (Е. С. Гукасовой) в первом дворе      | Литейный проспект, 46                                                              | 0,11        | Объект культурного наследия № 7802162002,            |             |
| 87    | Сад усадьбы А. Х. Пеля (Е. С. Гукасовой) во втором дворе     | Литейный проспект, 46А                                                             | 0,24        | Объект культурного наследия № 7802162004,            |             |
| 88    | Сад при Училище глухонемых                                   | набережная р. Мойки, 54, за корп. 20 РГПУ им. Герцена                              |             | Объект культурного наследия № 7810587023,            |             |
| 89    | Сад церкви Воздвижения Креста Господня                       | Лиговский проспект, 128                                                            |             | Объект культурного наследия № 7810551003,            |             |
| 90    | Сад церкви Симеона и Анны                                    | Моховая улица, 48, улица Белинского, 4                                             |             | Объект культурного наследия № 7810601002,            |             |
| 91    | Сад школы № 321 (Санкт-Петербургской Первой гимназии)        | улица Правды, 11                                                                   | 0,29        | памятник архитектуры (вновь выявленный объект) [ 5 ] |             |
| 92    | Шереметевский дворец: сад парадного двора                    | набережная р. Фонтанки, 34                                                         |             |                                                      |             |
| 93    | Шереметевский дворец: сад у южного флигеля                   | набережная р. Фонтанки, 34 (двор по Литейному проспекту, 53)                       | 0,34        | Объект культурного наследия № 7810670004,            |             |
| 94    | Сквер на Шпалерной улице (Сквер Кикины палаты)               | Шпалерная улица, между Кавалергардской улицей и Лафонской улицей                   | 1,84        |                                                      |             |
| 95    | Сквер Эдуарда Хиля                                           | между домом 4 по Щербакову переулку и домом 19/8 по улице Рубинштейна              | 0,09        |                                                      |             |
| 96    | Сад Смольного собора                                         | между ул. Смольного, пер. Кваренги, Смольной наб.                                  |             |                                                      |             |
| 97    | Сад «Спартак»                                                | между пр. Обуховской Обороны, р. Невой, Большим Обуховским мостом, Рыбацким пр.    |             |                                                      |             |
| 98    | Сквер Финансово-экономического института                     | со стороны канала Грибоедова, у здания Университета                                |             |                                                      |             |
| 99    | Чесменский сквер                                             | севернее пл. Растрелли, на пересечении ул. Смольного и ул. Пролетарской Диктатуры  |             |                                                      |             |